# Biserica unitariană din Roua

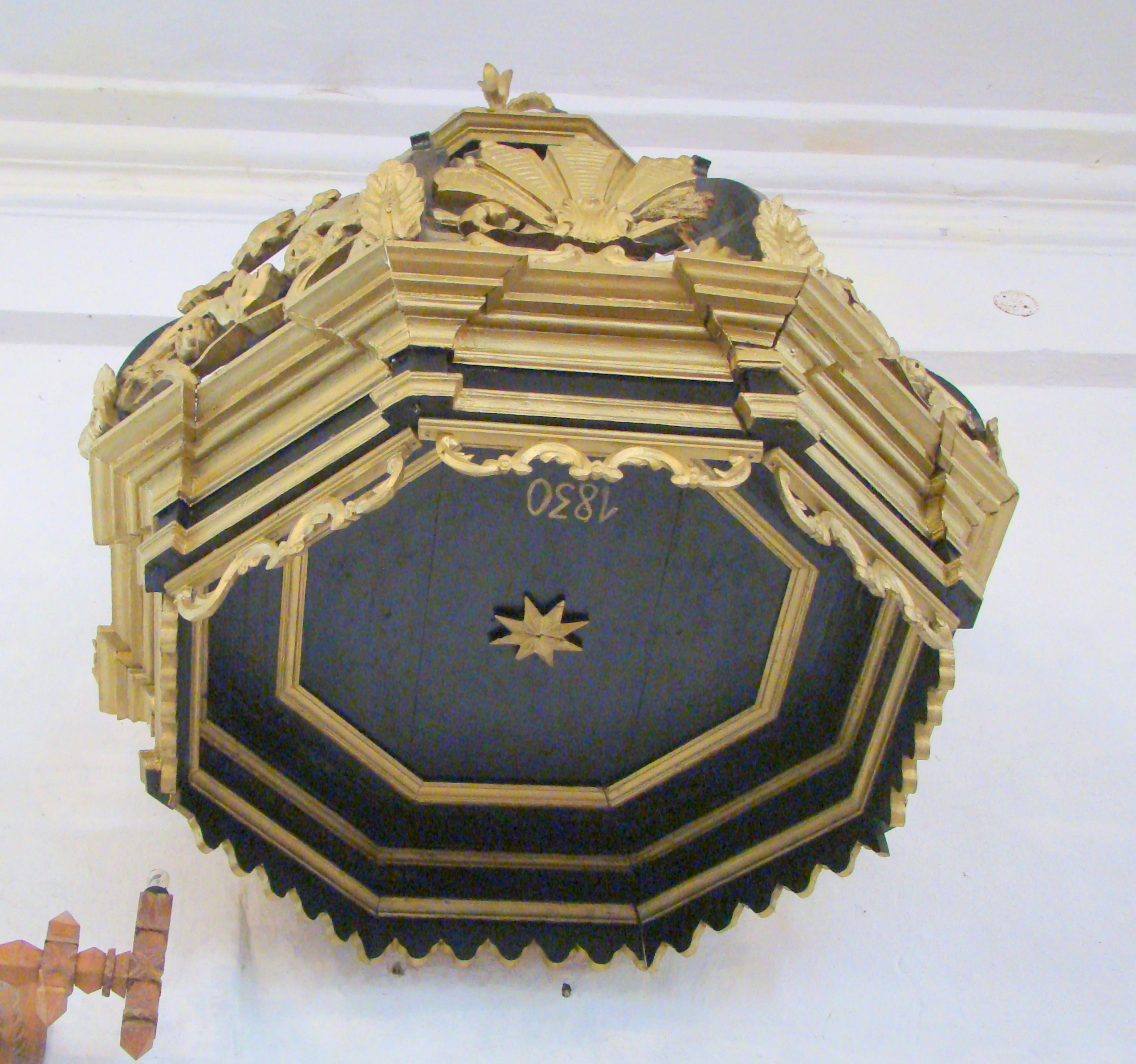
Coronamentul amvonului

Biserica unitariană din Roua este un monument istoric aflat pe teritoriul satului Roua, comuna Fântânele. În Repertoriul Arheologic Național, monumentul apare cu codul 116849.02.

## Localitatea
Roua este un sat în comuna Fântânele din județul Mureș, Transilvania, România. Prima atestare documentară este din anul 1566, sub numele de Rawa.

## Biserica
Biserica unitariană datează în forma actuală din anul 1804, în urma reconstrucției bisericii medievale din secolul al XVI-lea. Turnul său și o parte a navei sunt de origine medievală. Nu se cunoaște cu exactitate anul construcției turnului. În 1804, când a fost construită biserica, turnul a fost și el ridicat, având în prezent înălțimea de 28 de metri.
Biserica a avut un tavan casetat, care a fost îndepărtat în 1932. Coroana amvonului a fost realizată în 1830. Orga actuală a fost construită în 1850 și reparată în 1942, 1958 și 1982. Clopotul mare a fost turnat în 1862 și are inscripția „A RAVAl UNITÁRIA EKLÉSIA ÖNTETTE 1862- BE SEGESVÁRI LOOTZ FRIEDRICH ÁLTAL". Clopotul mic datează din 1936. Orga și clopotele sunt opera unor meșteri sași.

## Imagini din exterior

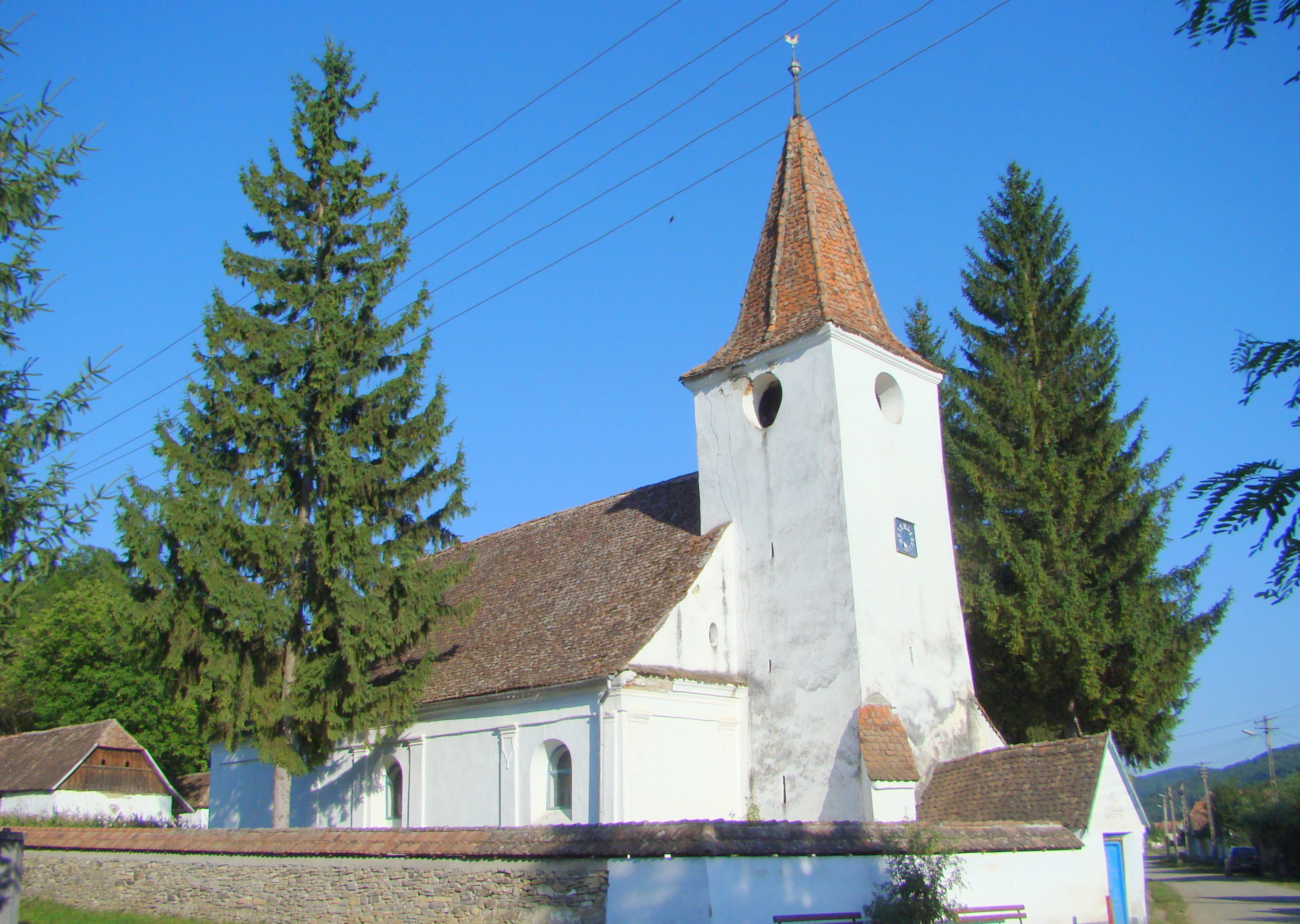
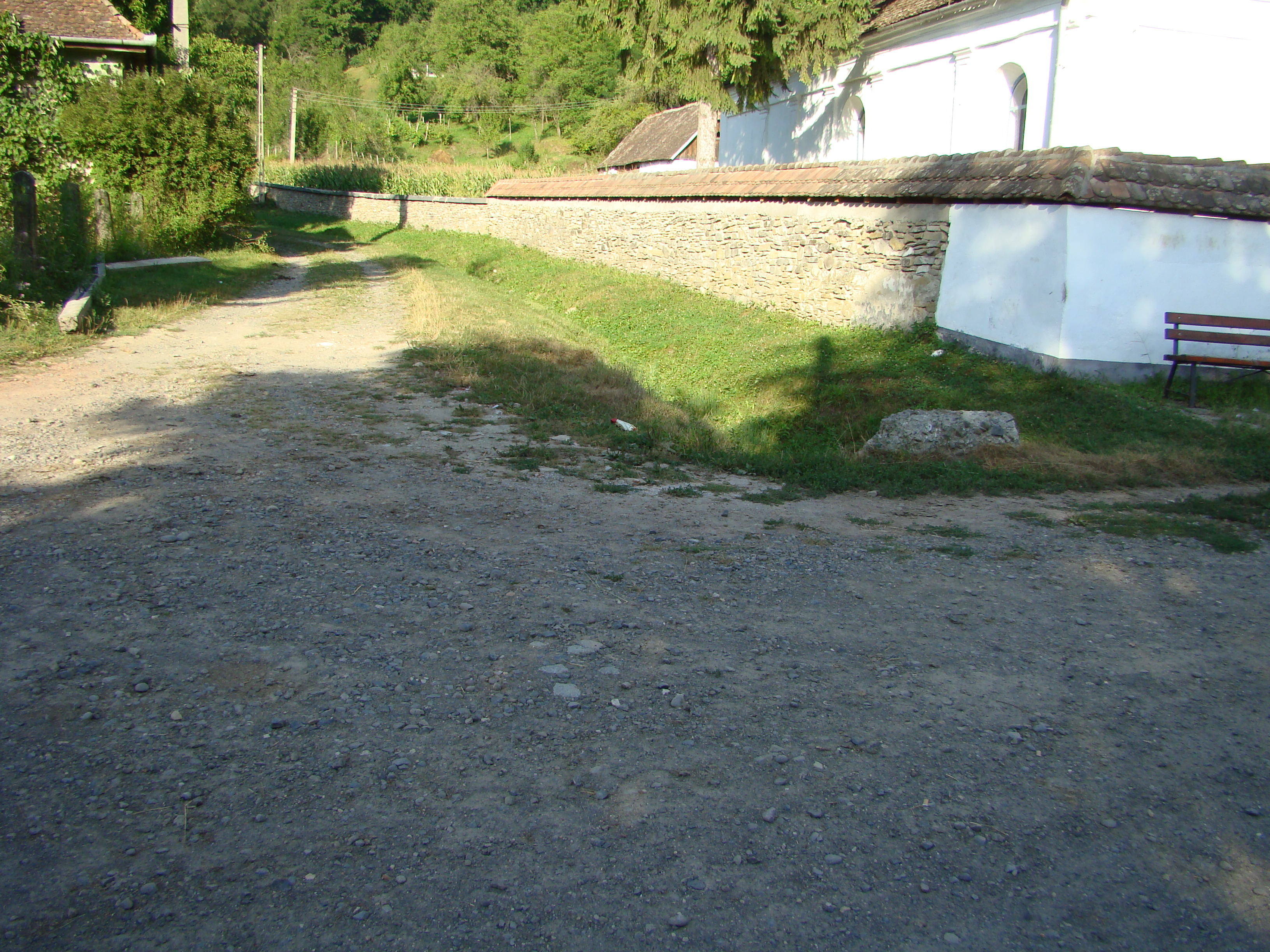
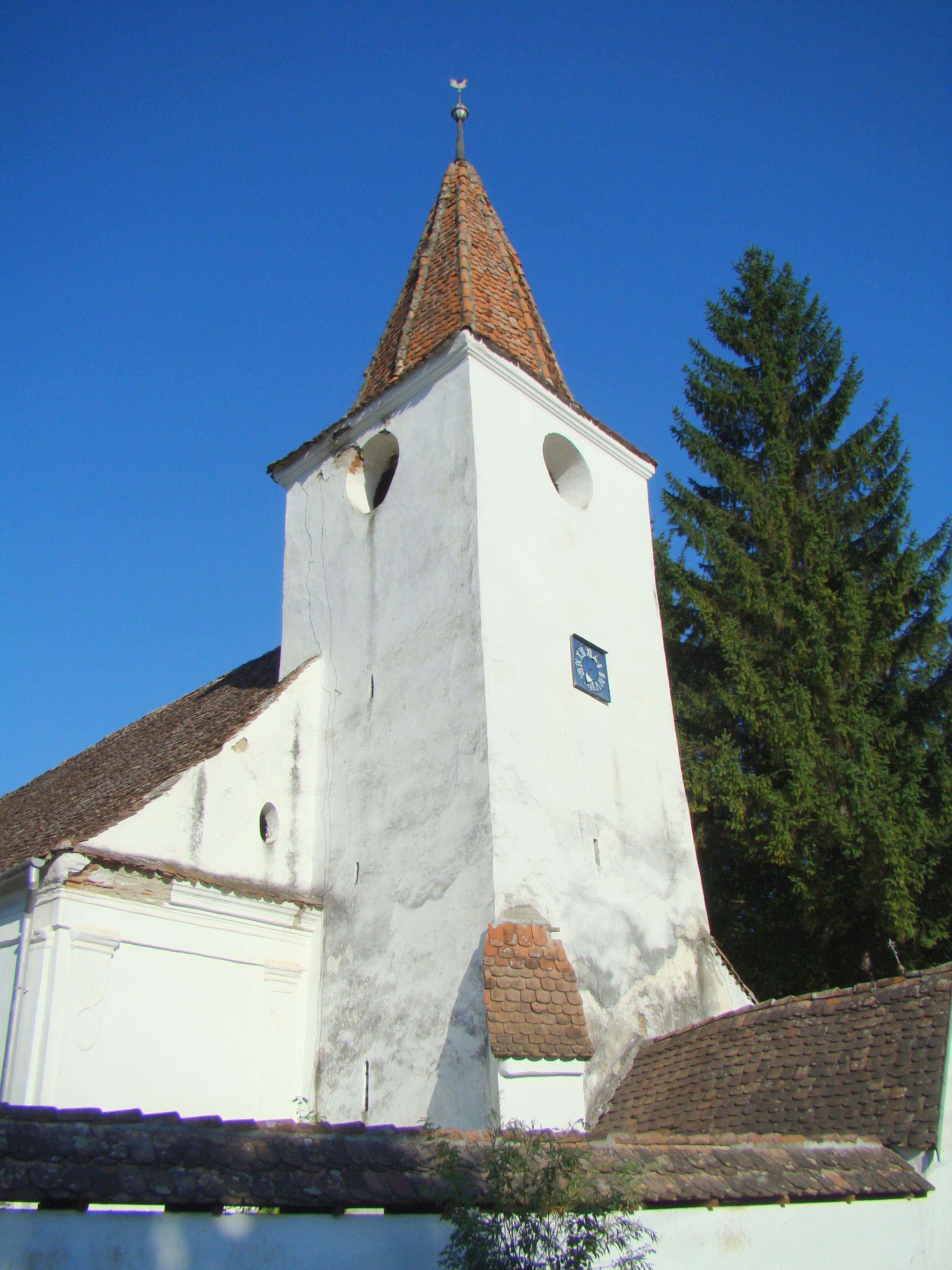
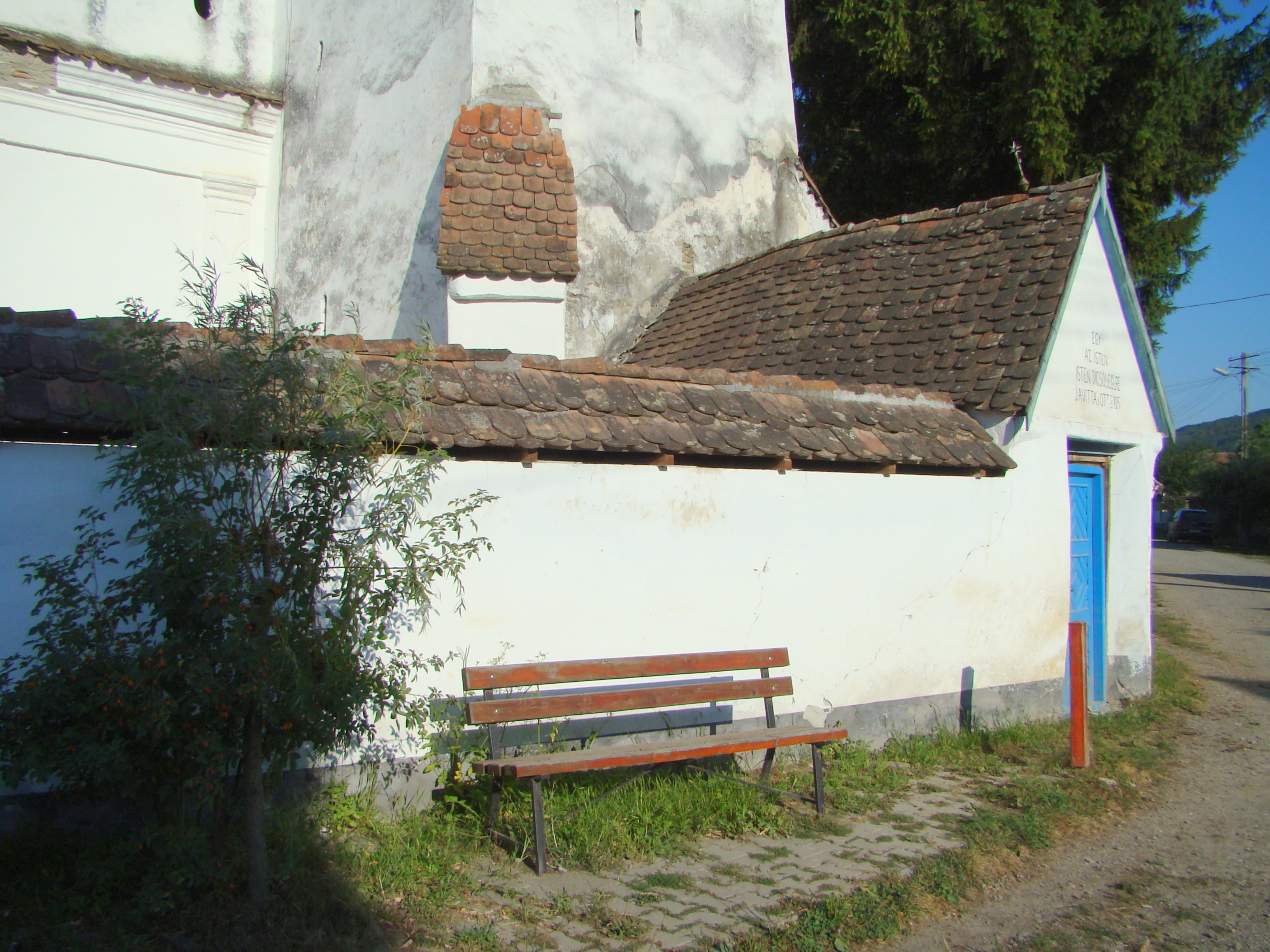
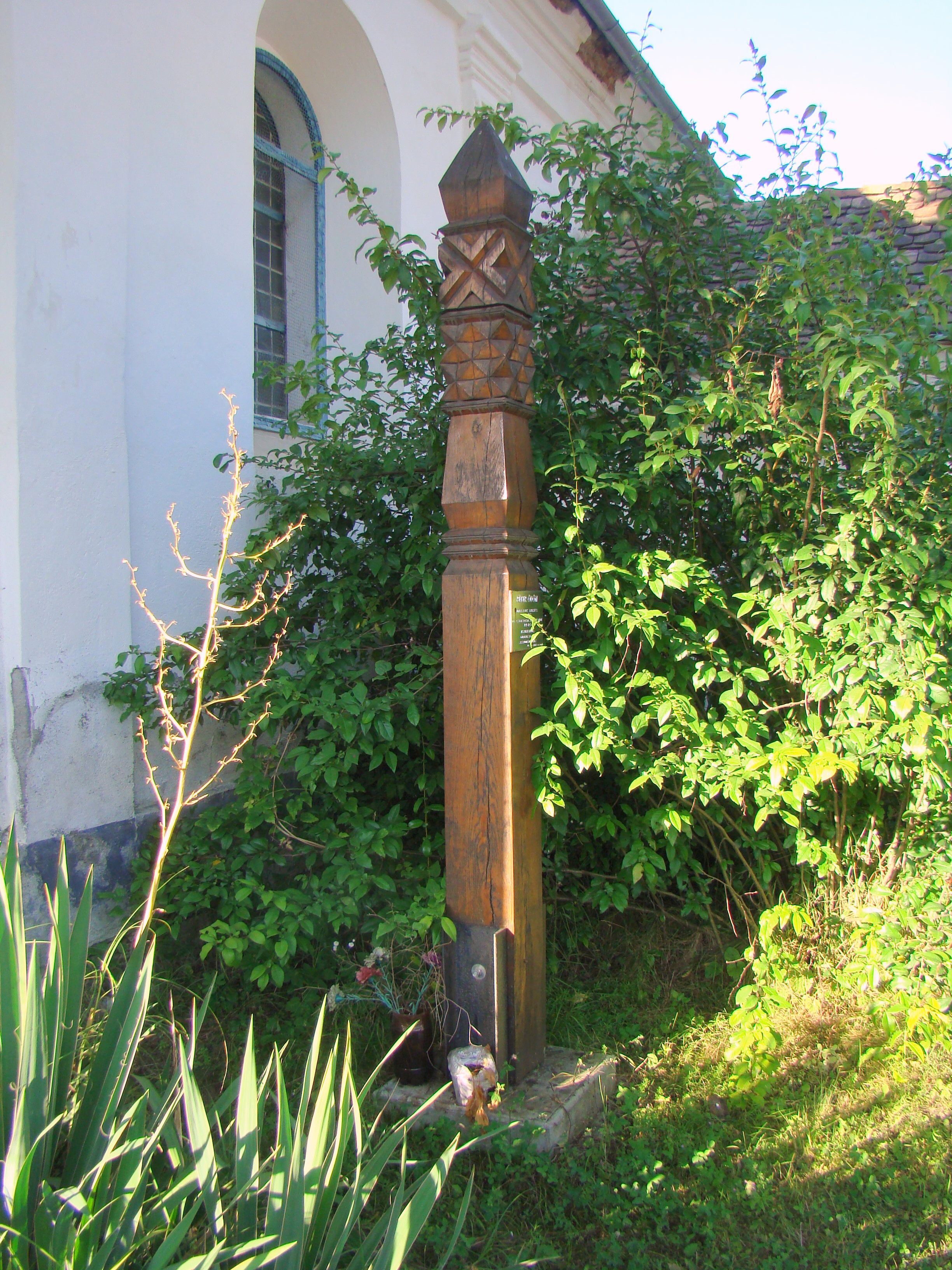
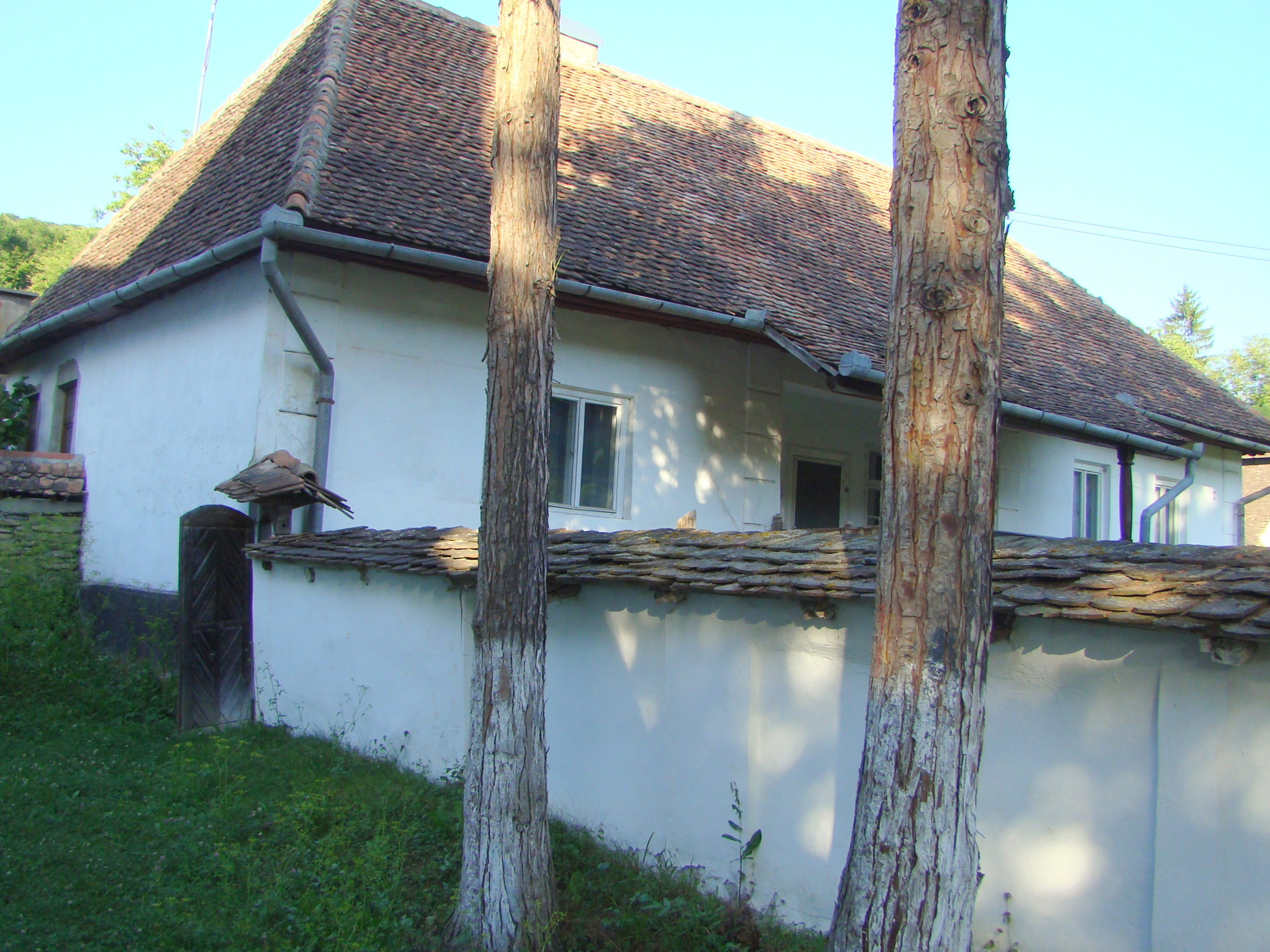
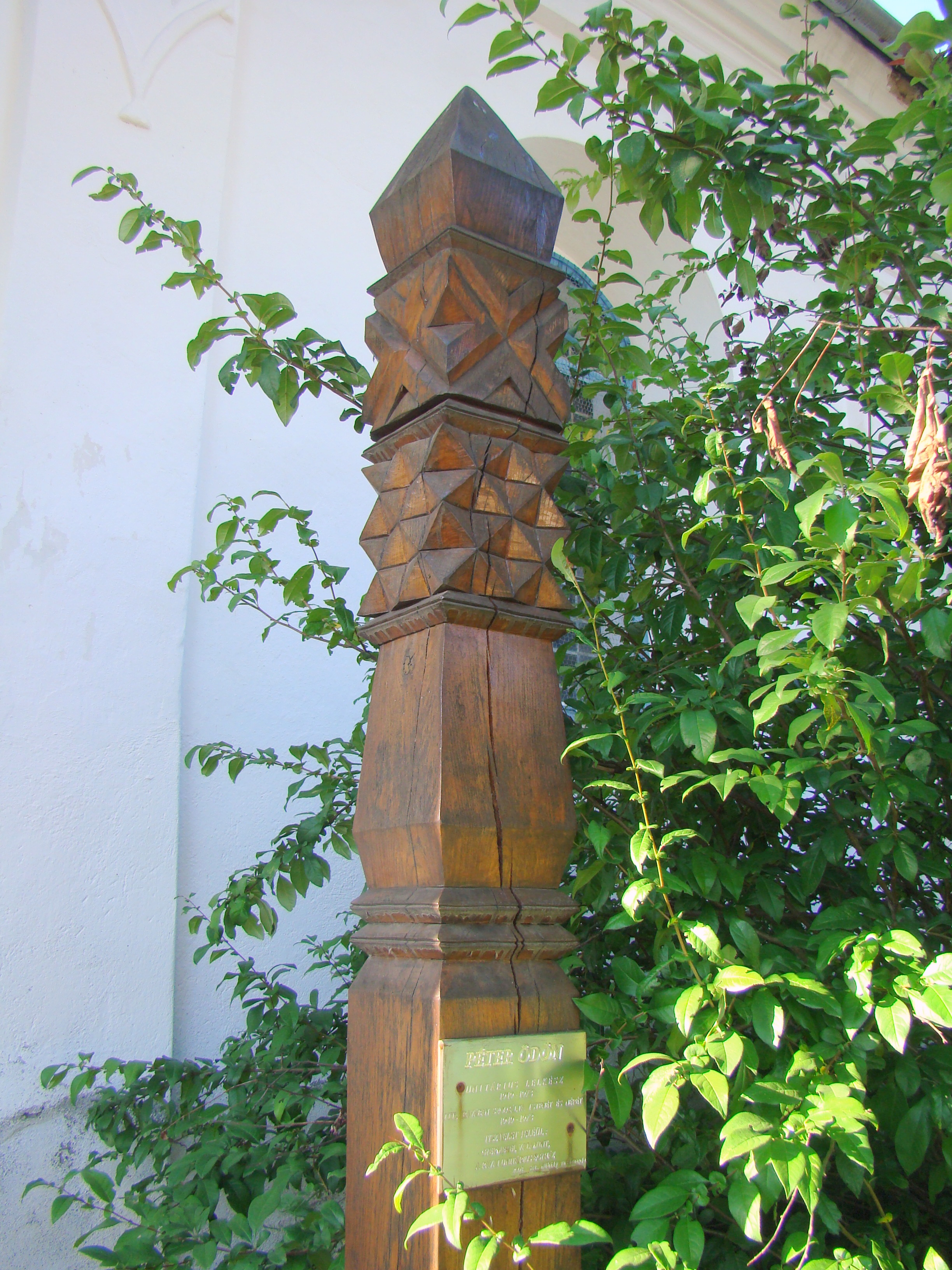
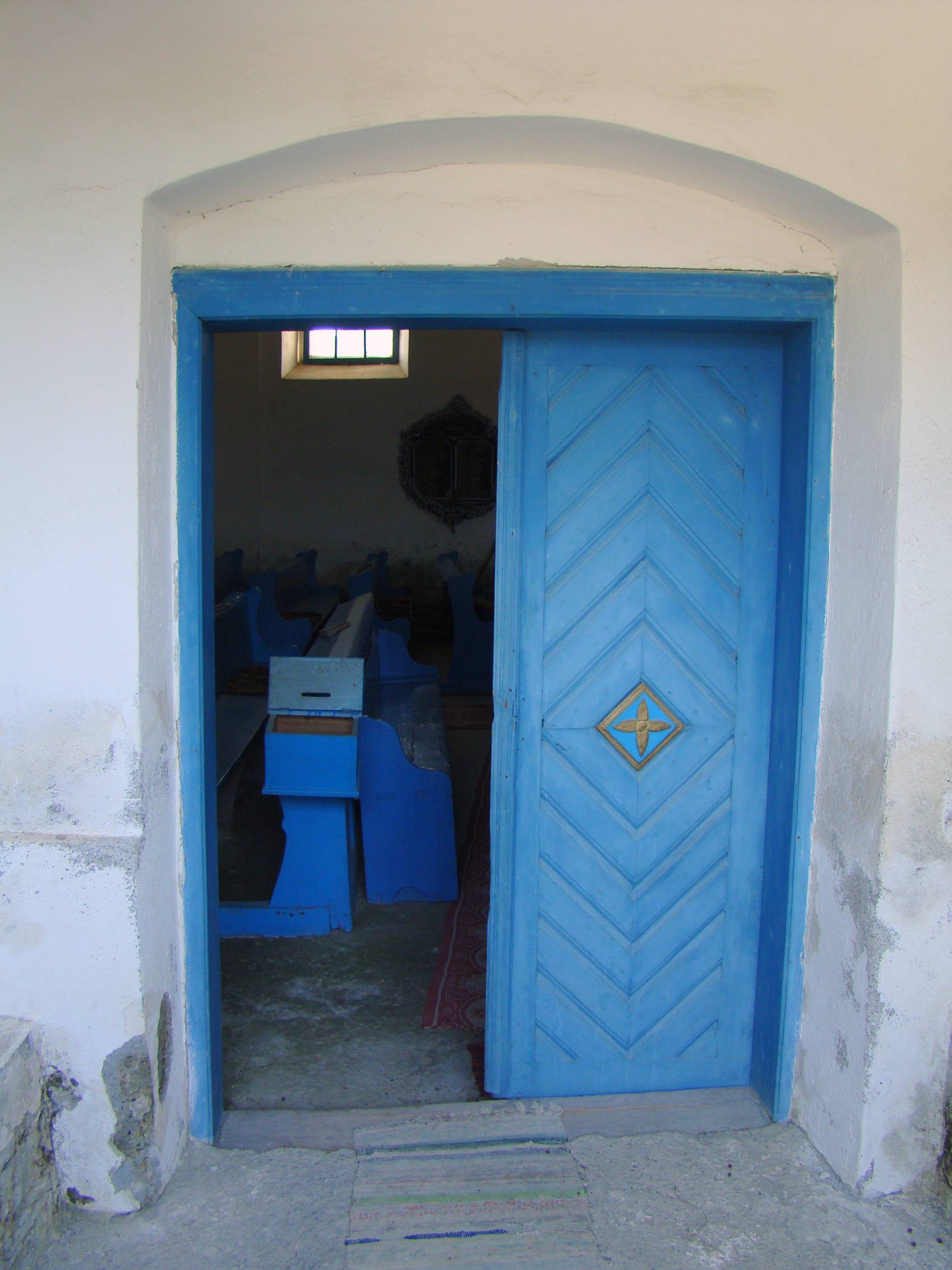
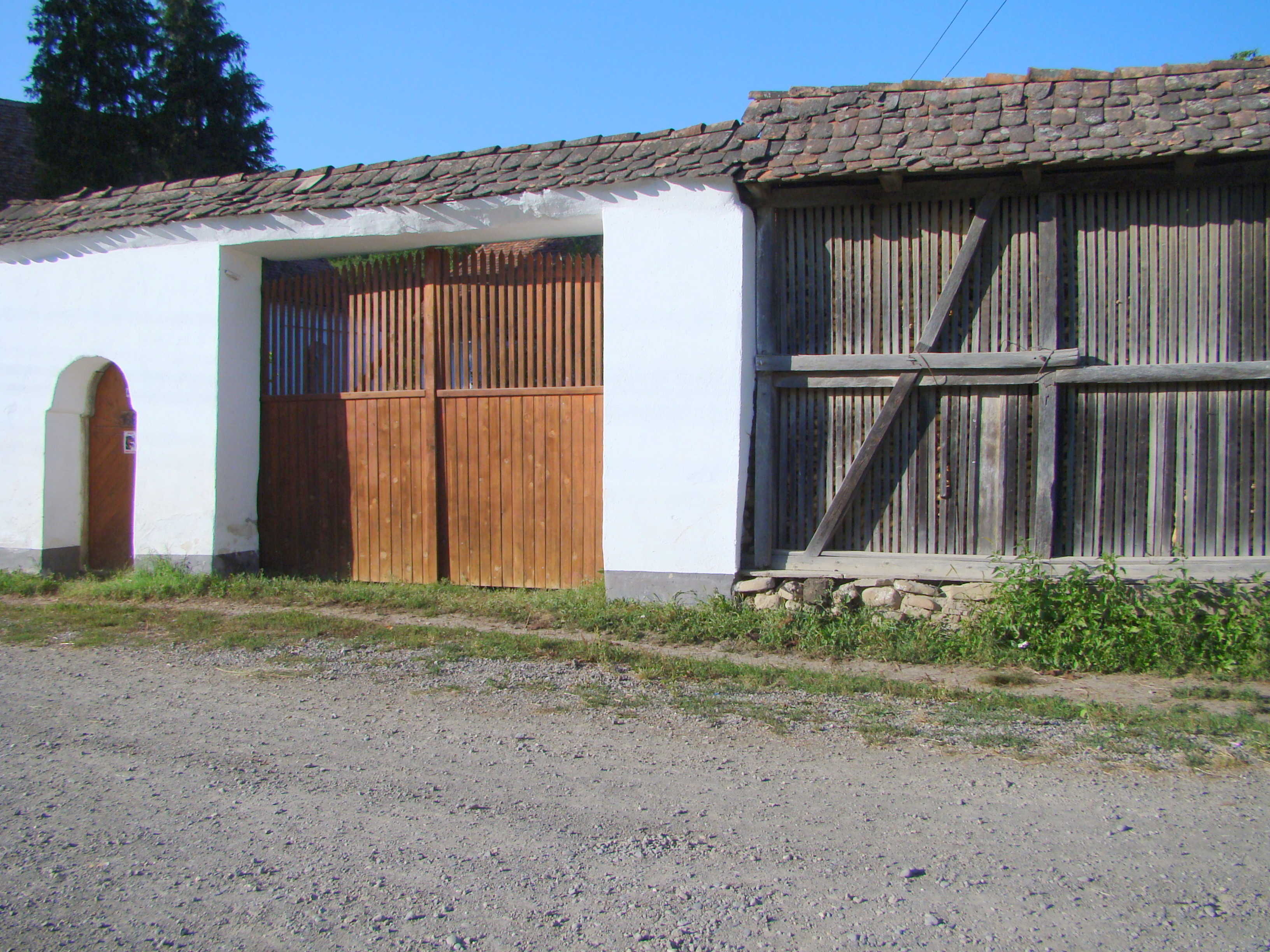
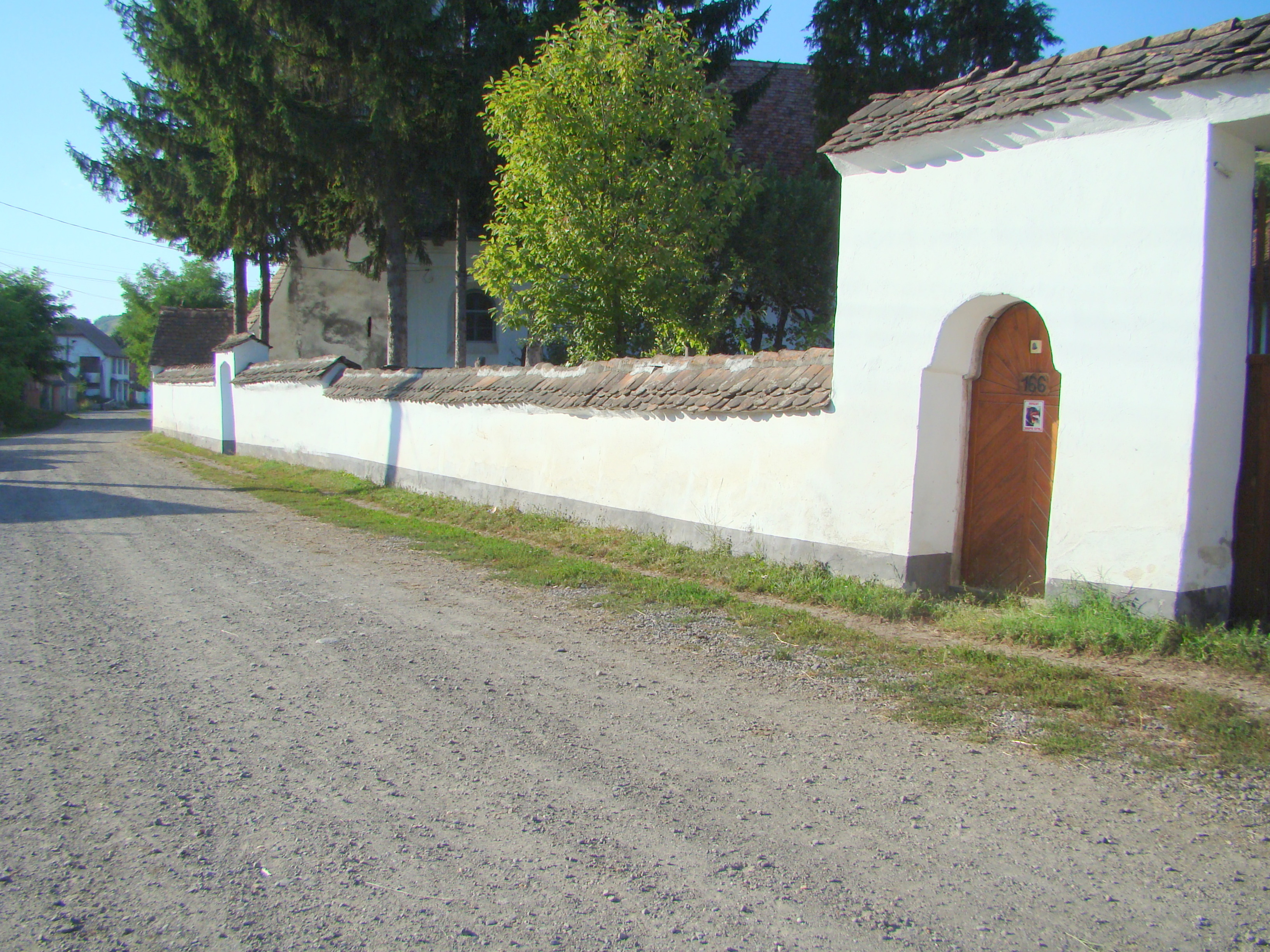
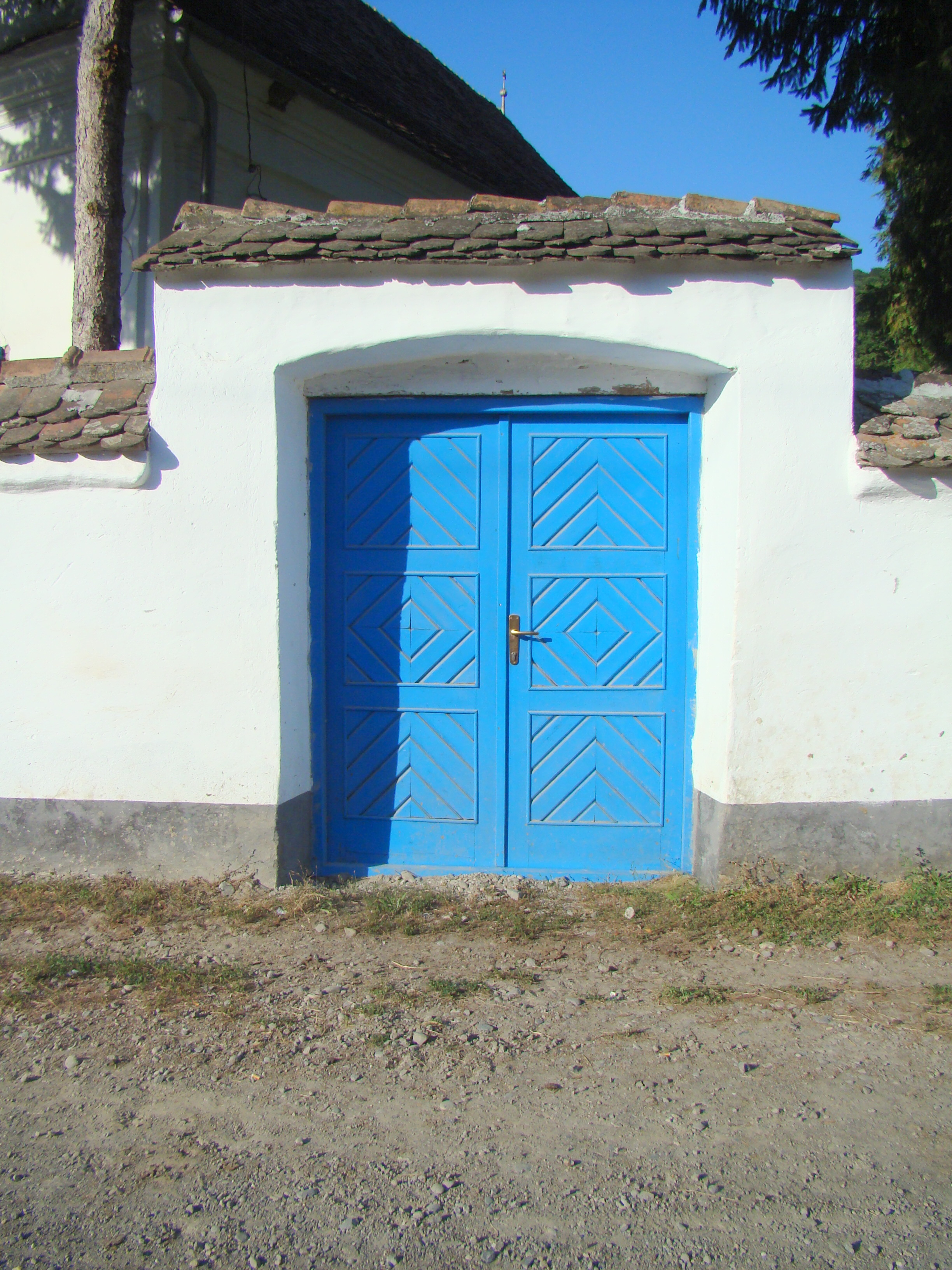
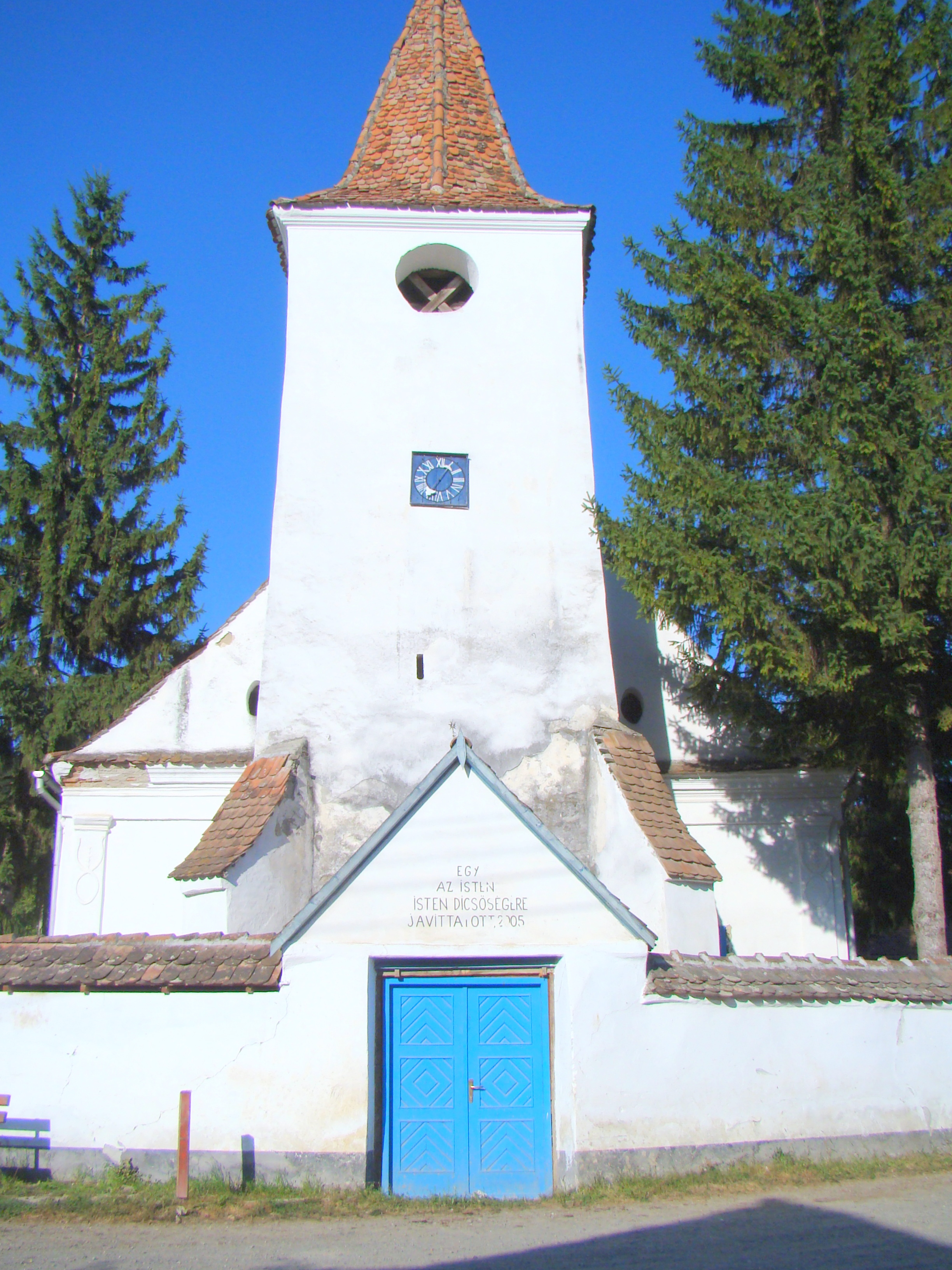
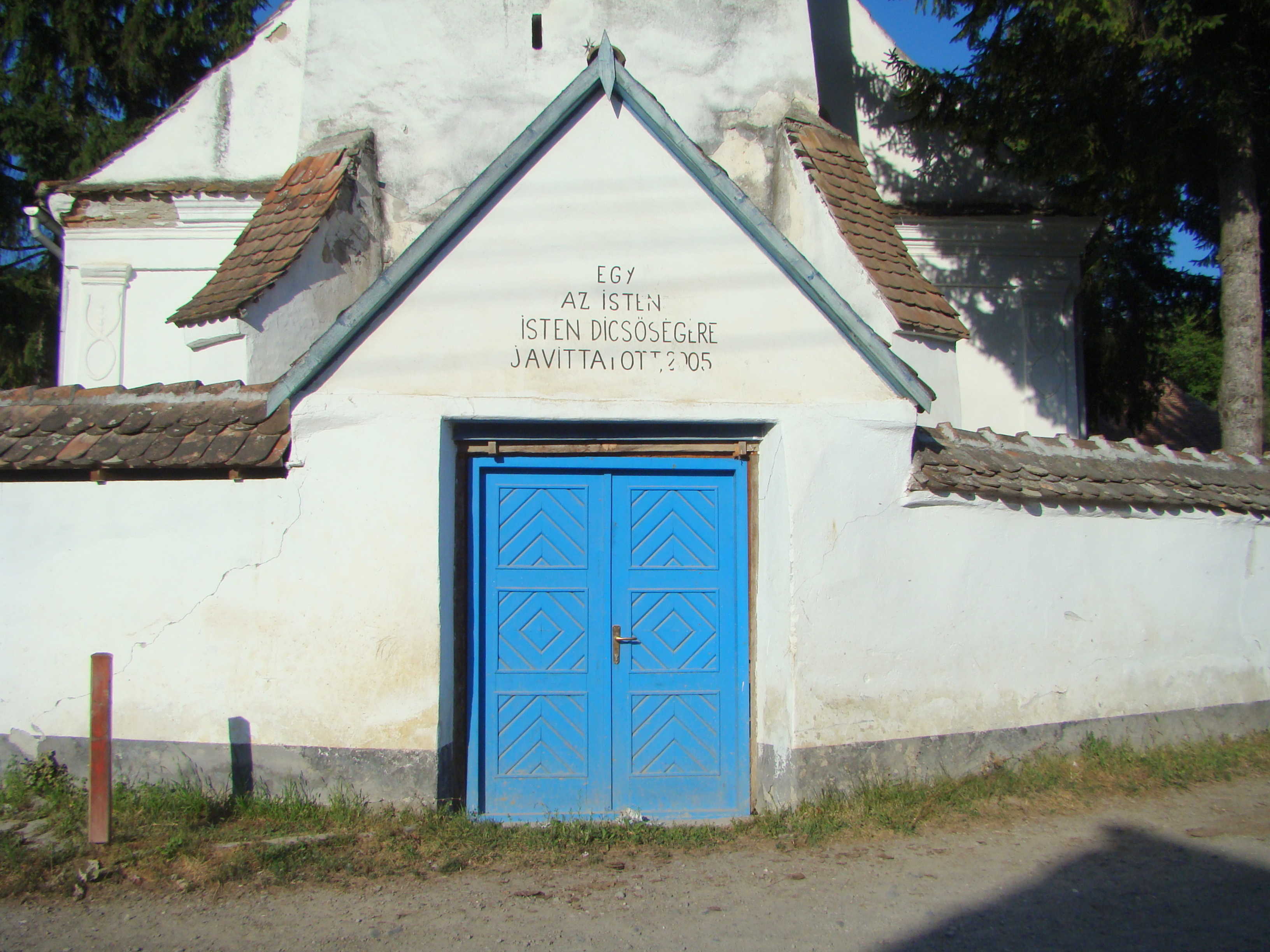
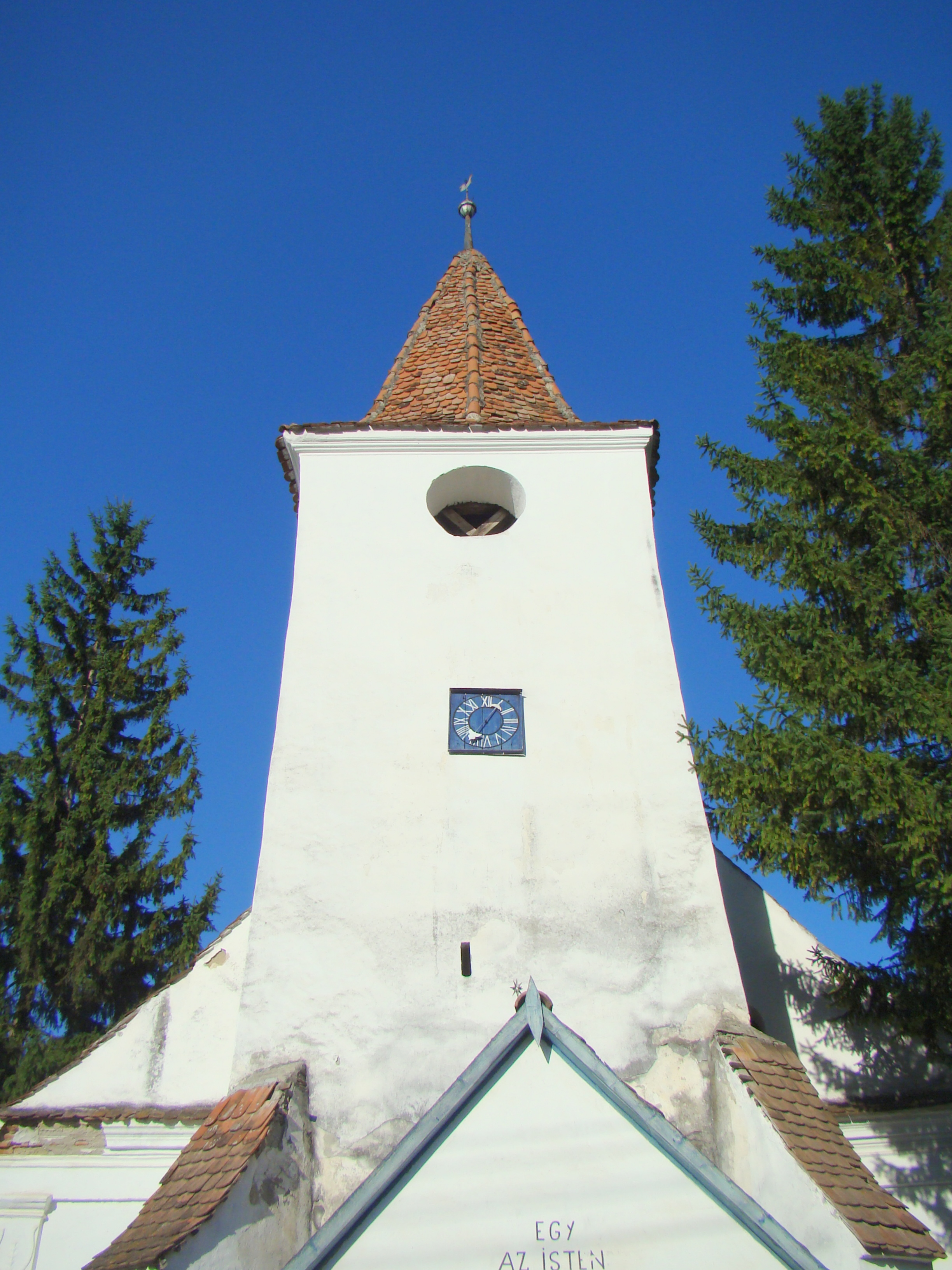
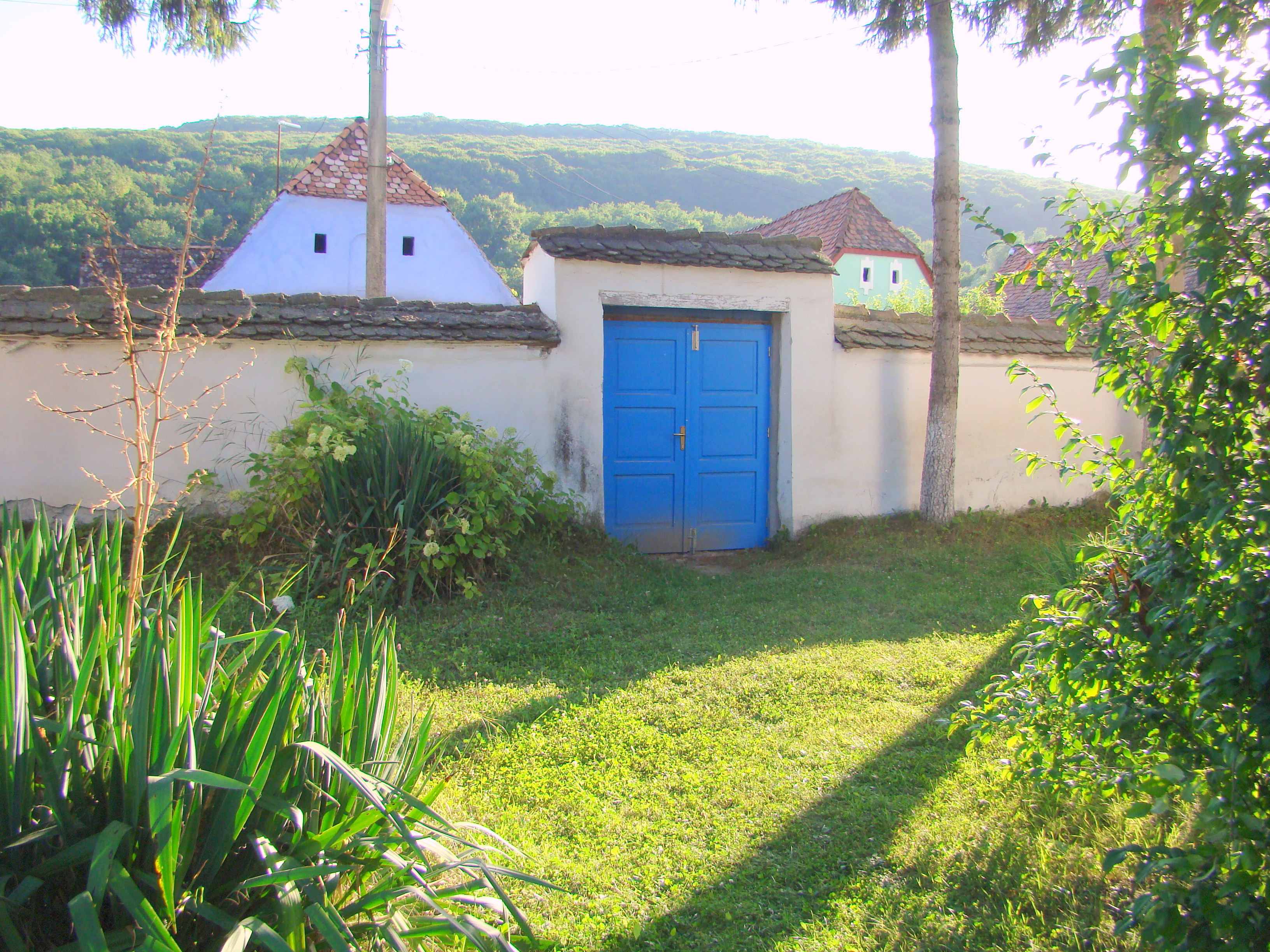
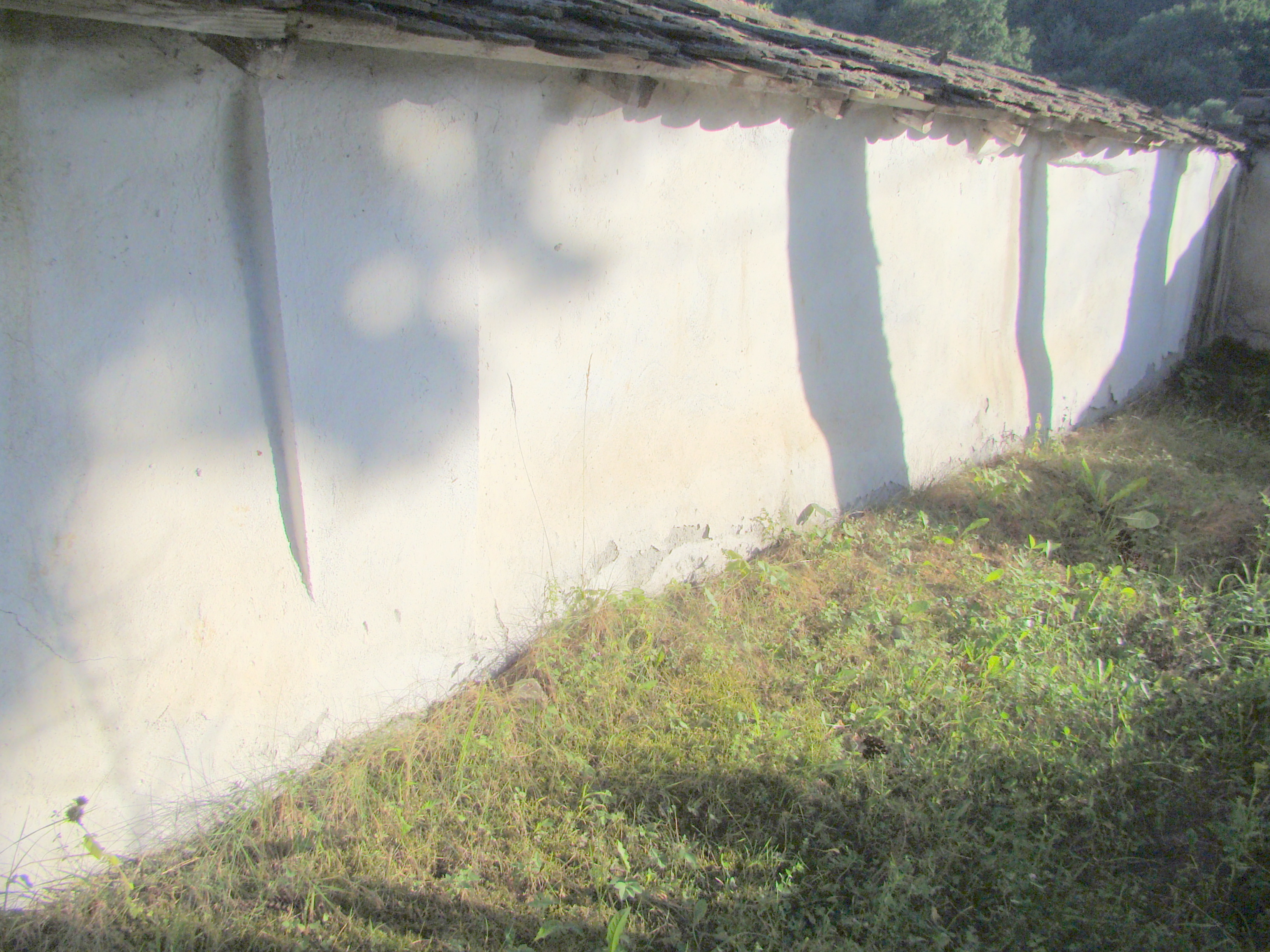
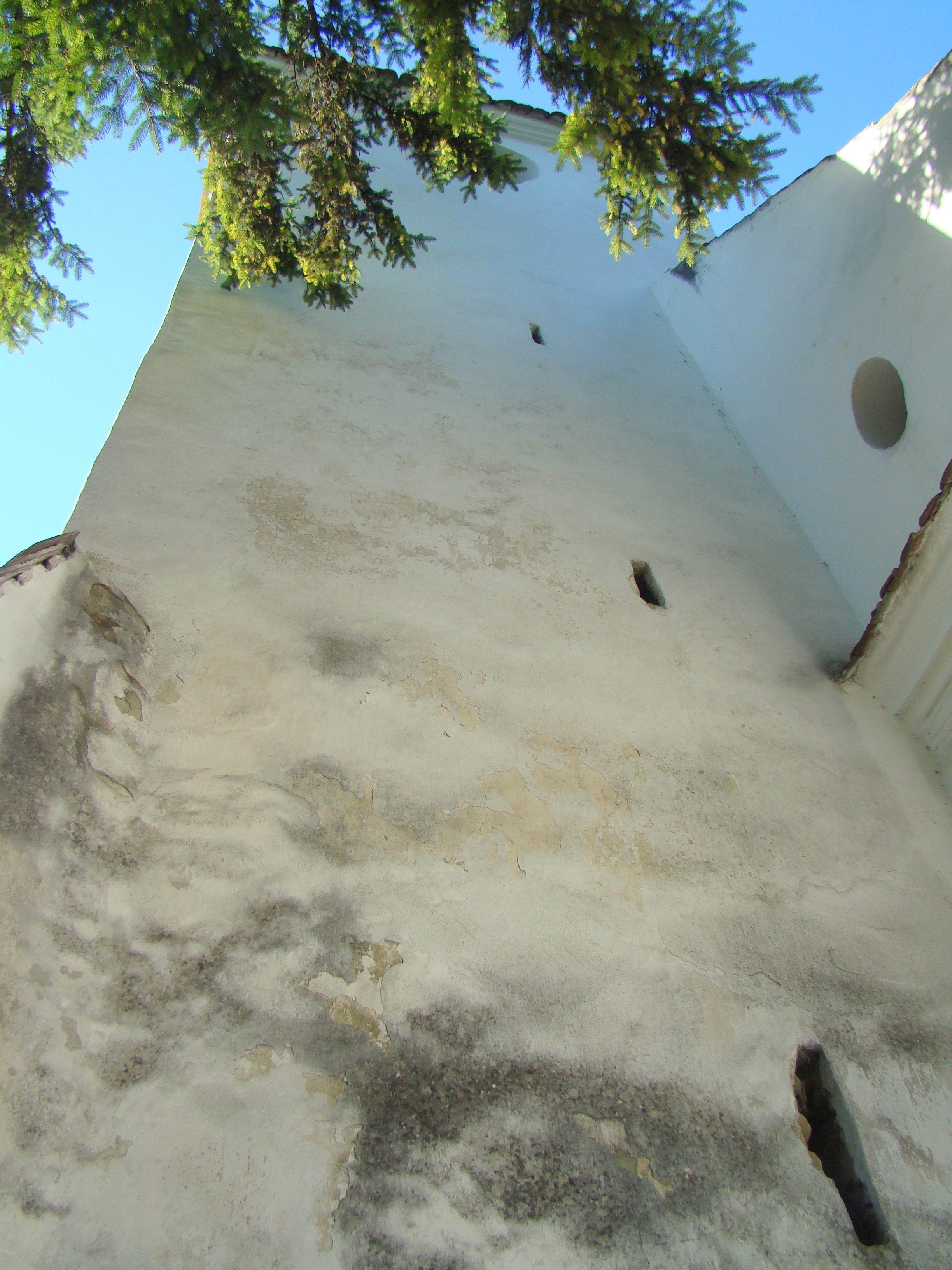
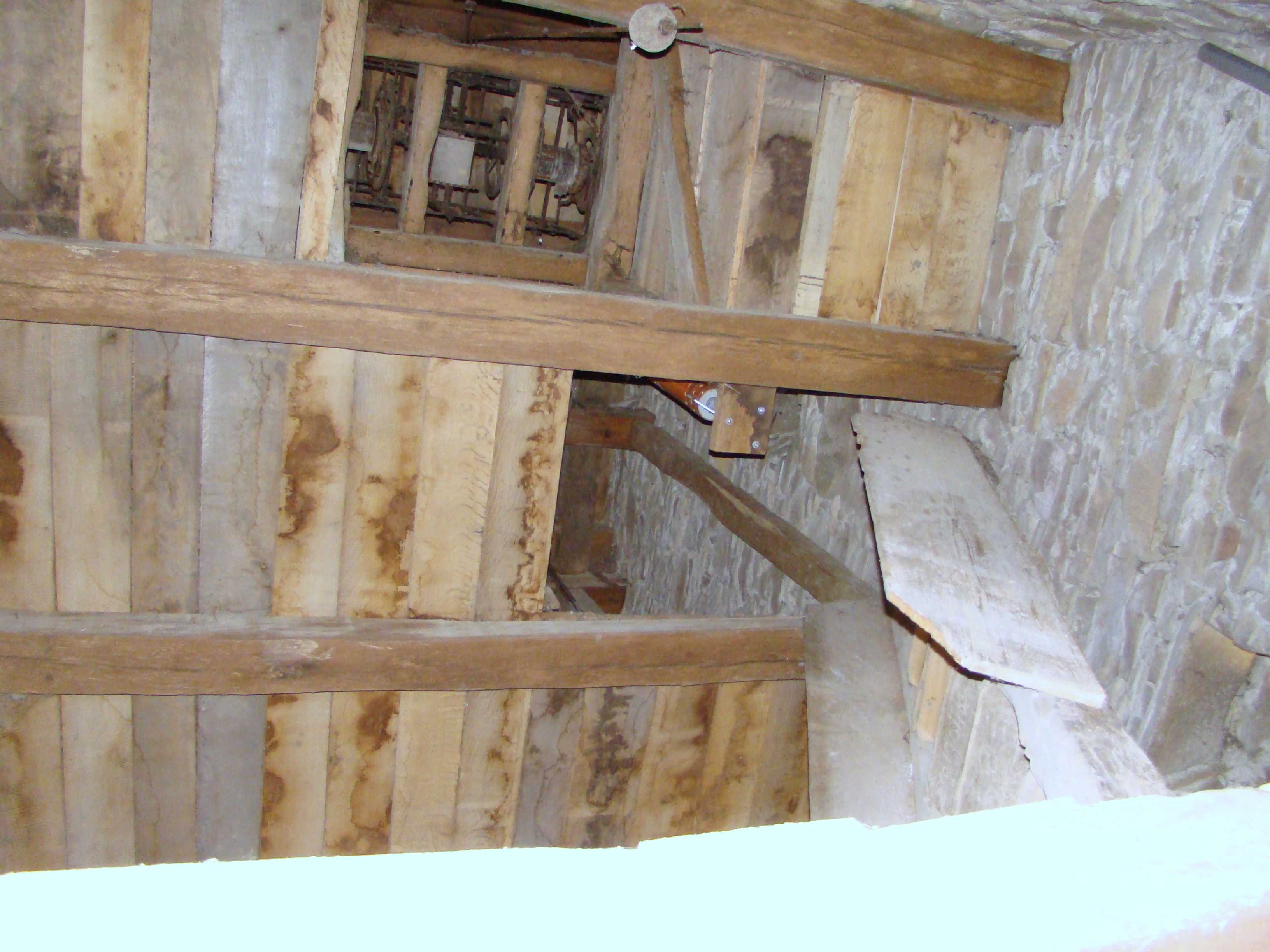
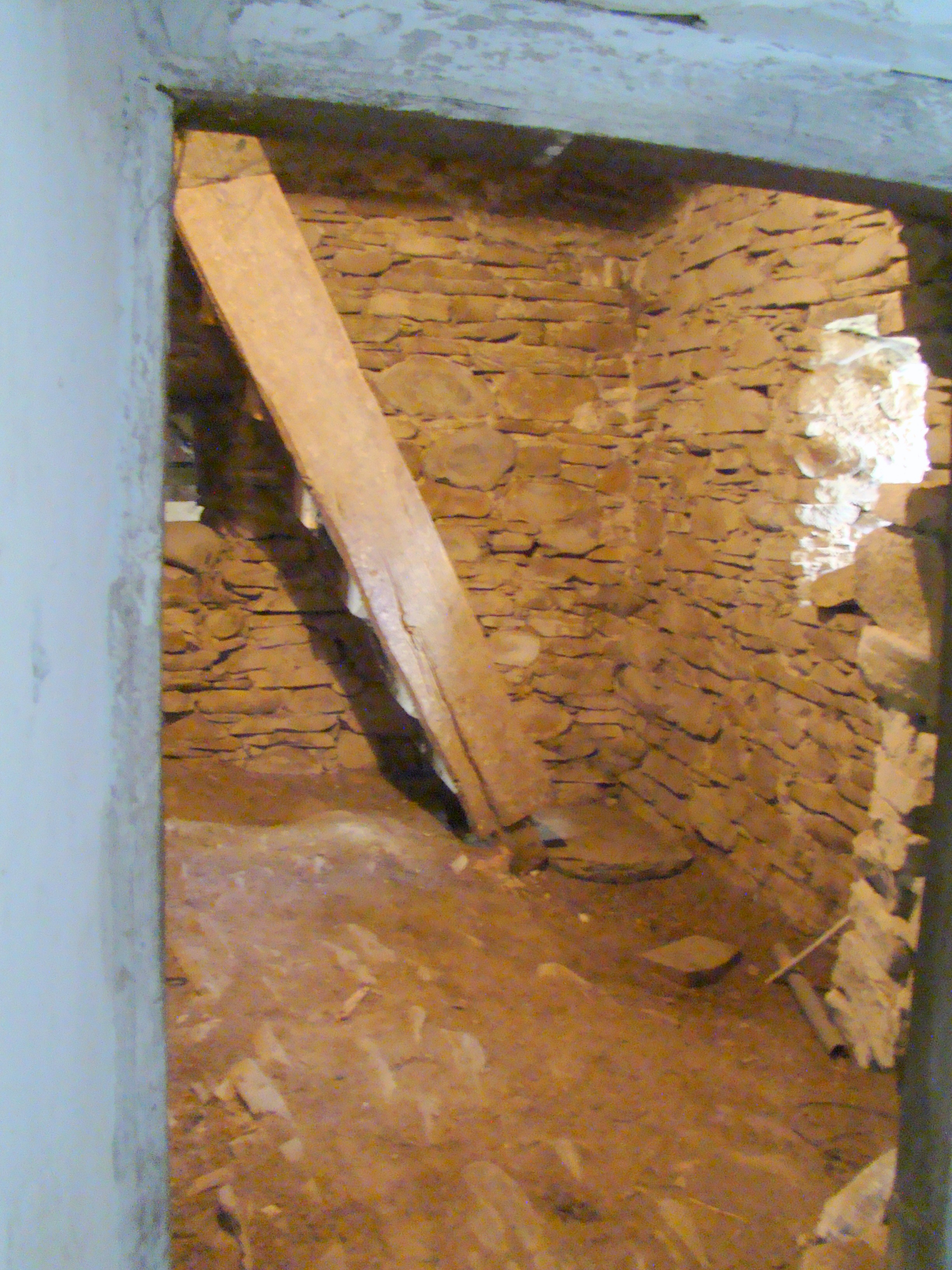
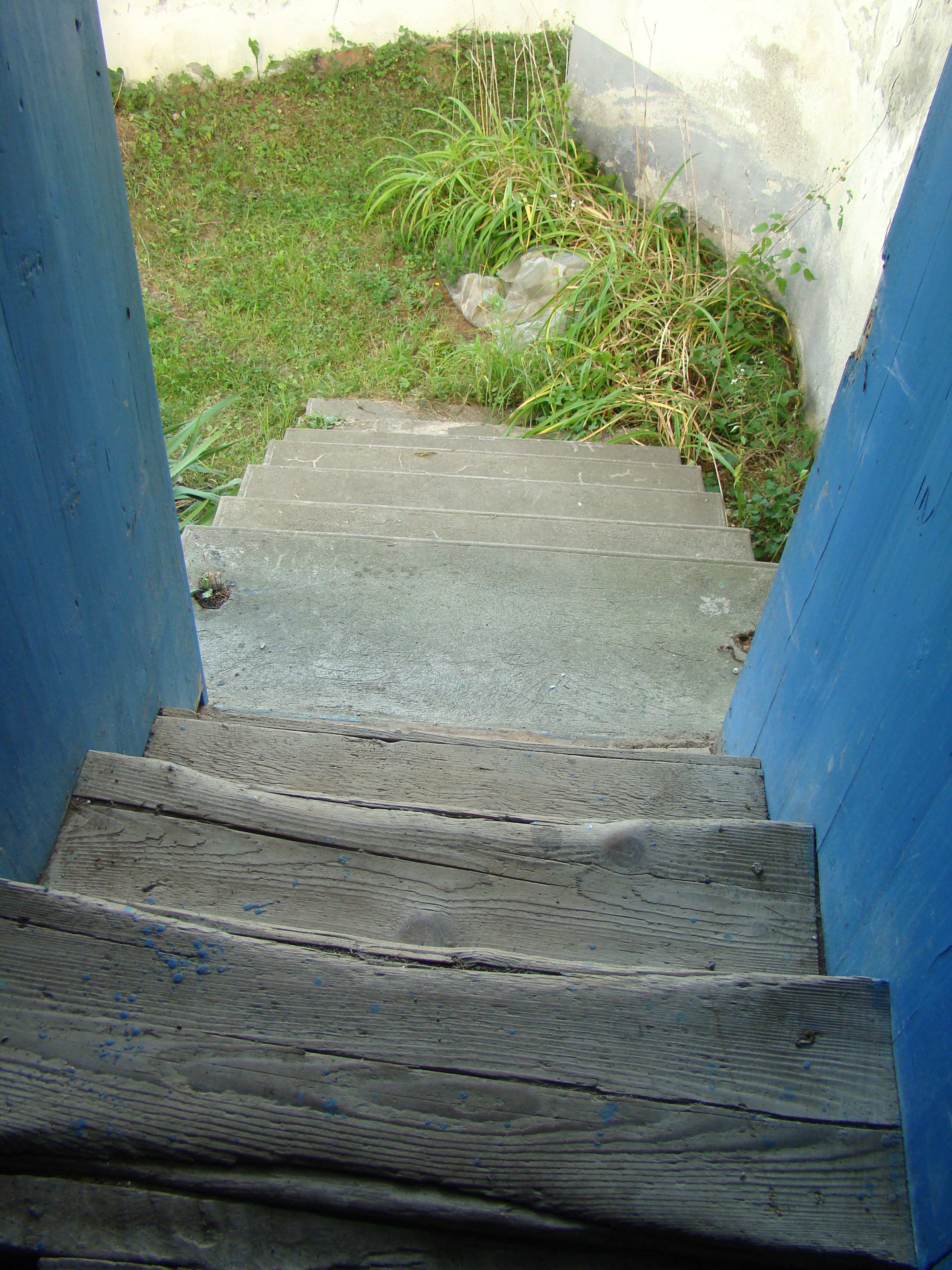
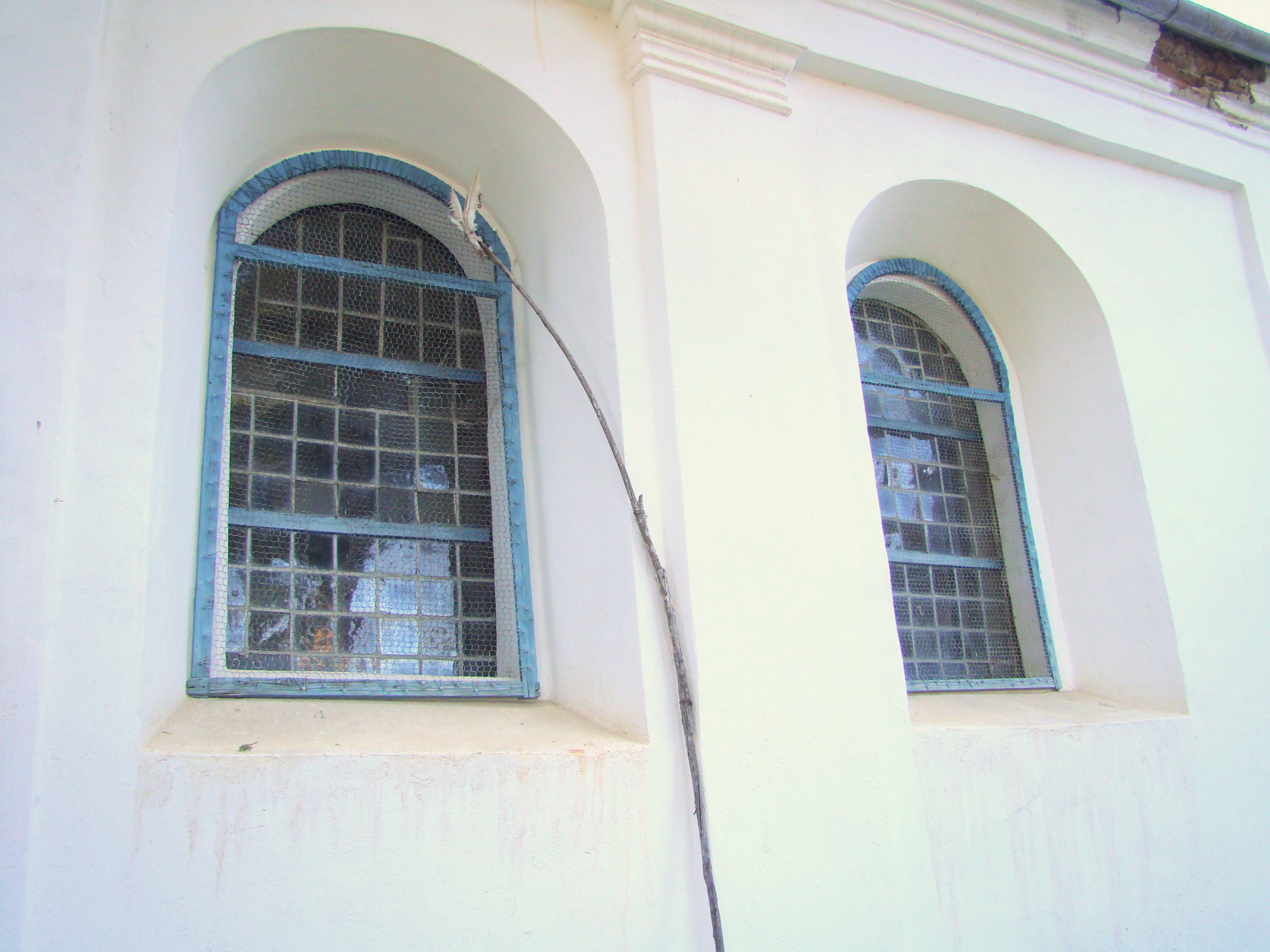
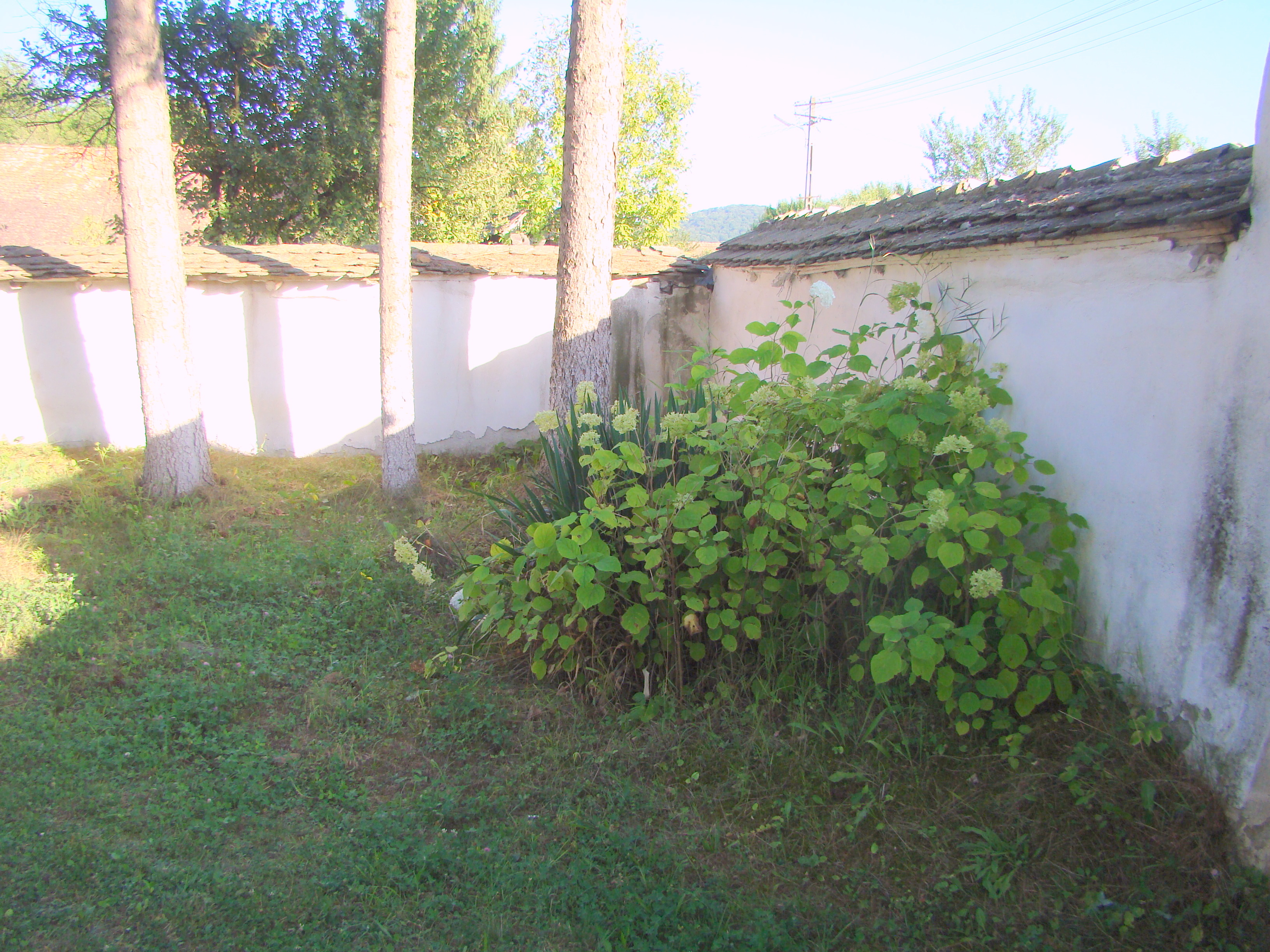
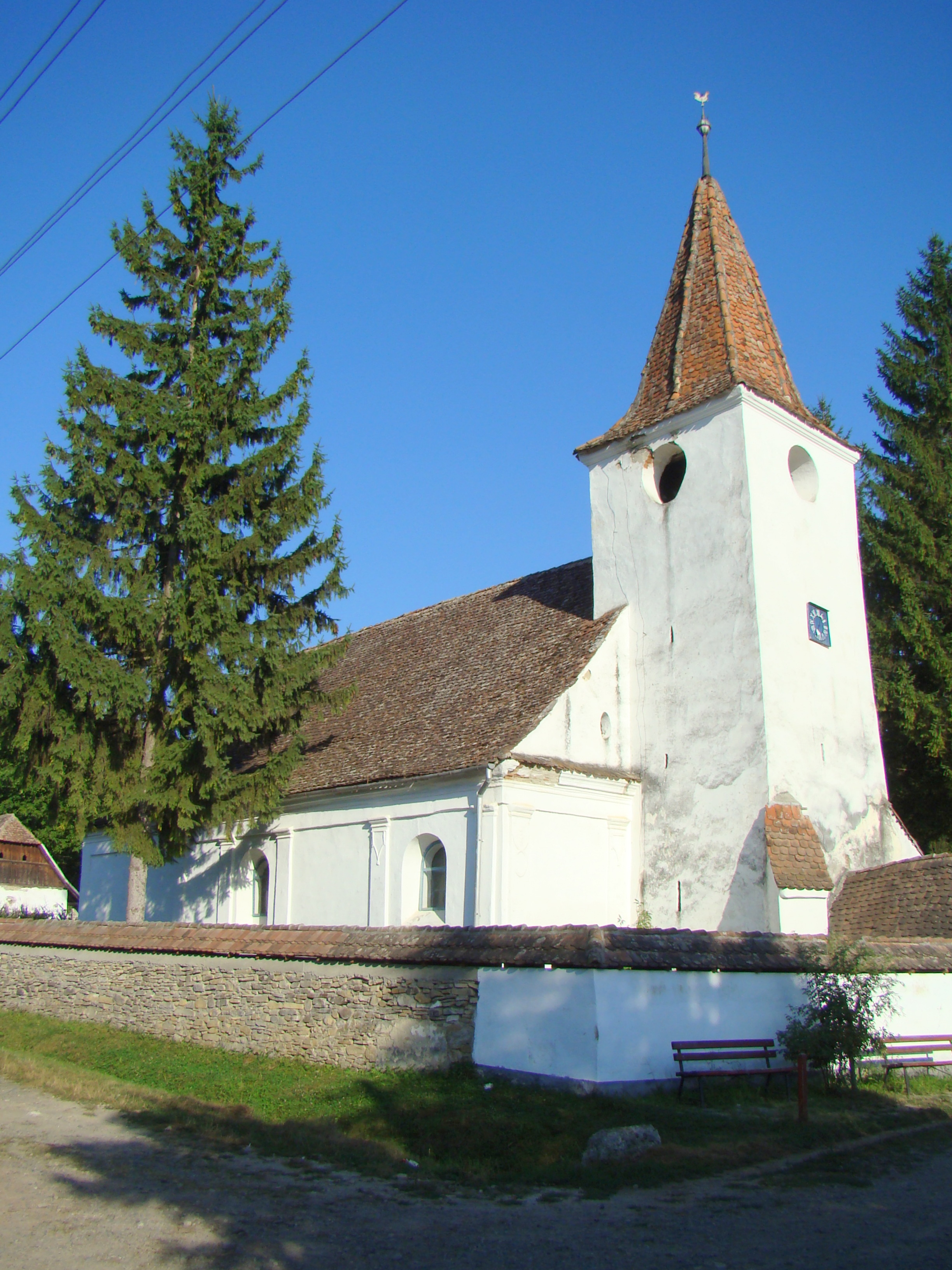
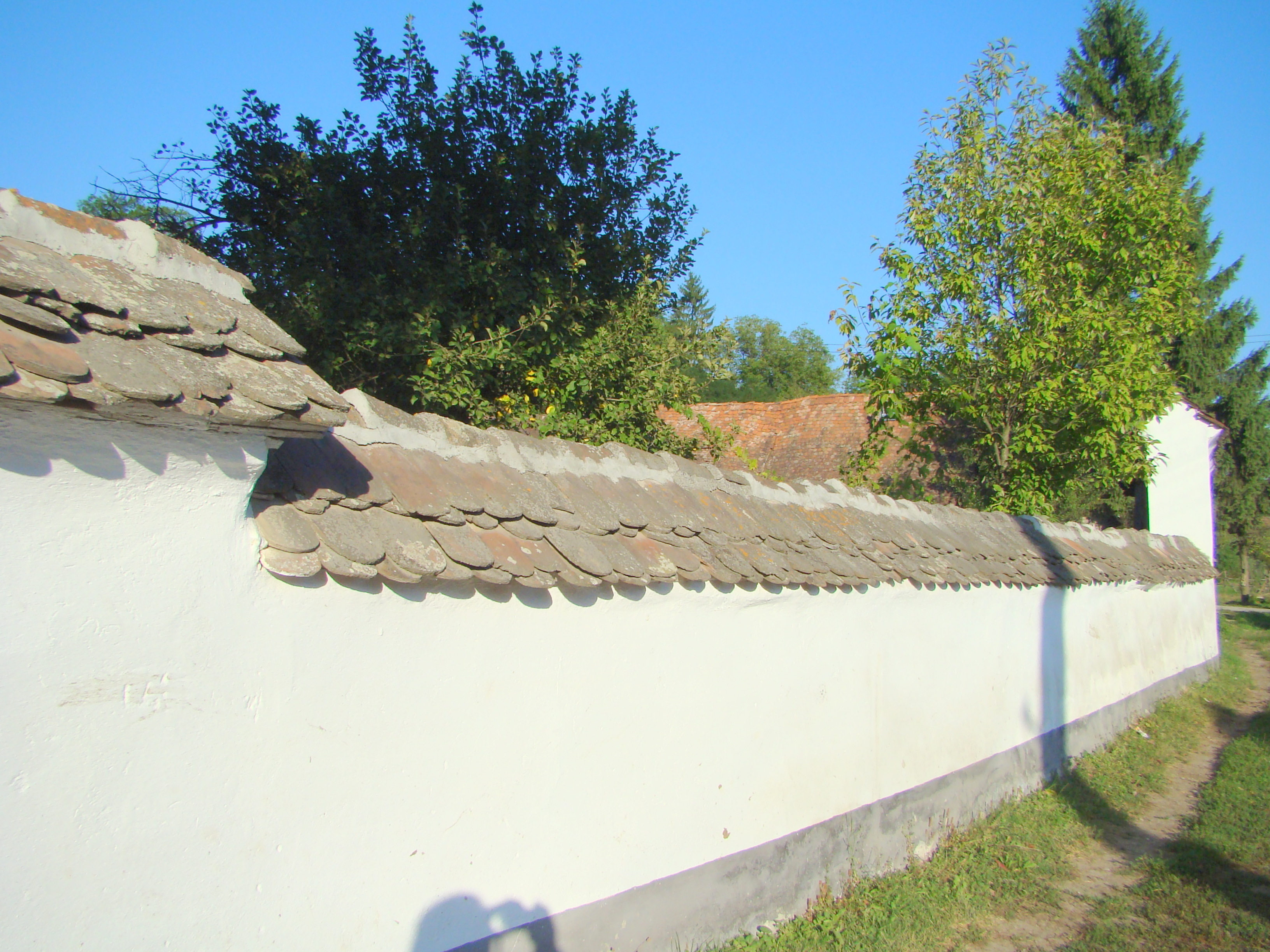

## Vezi și
- Roua, Mureș

## Imagini din interior

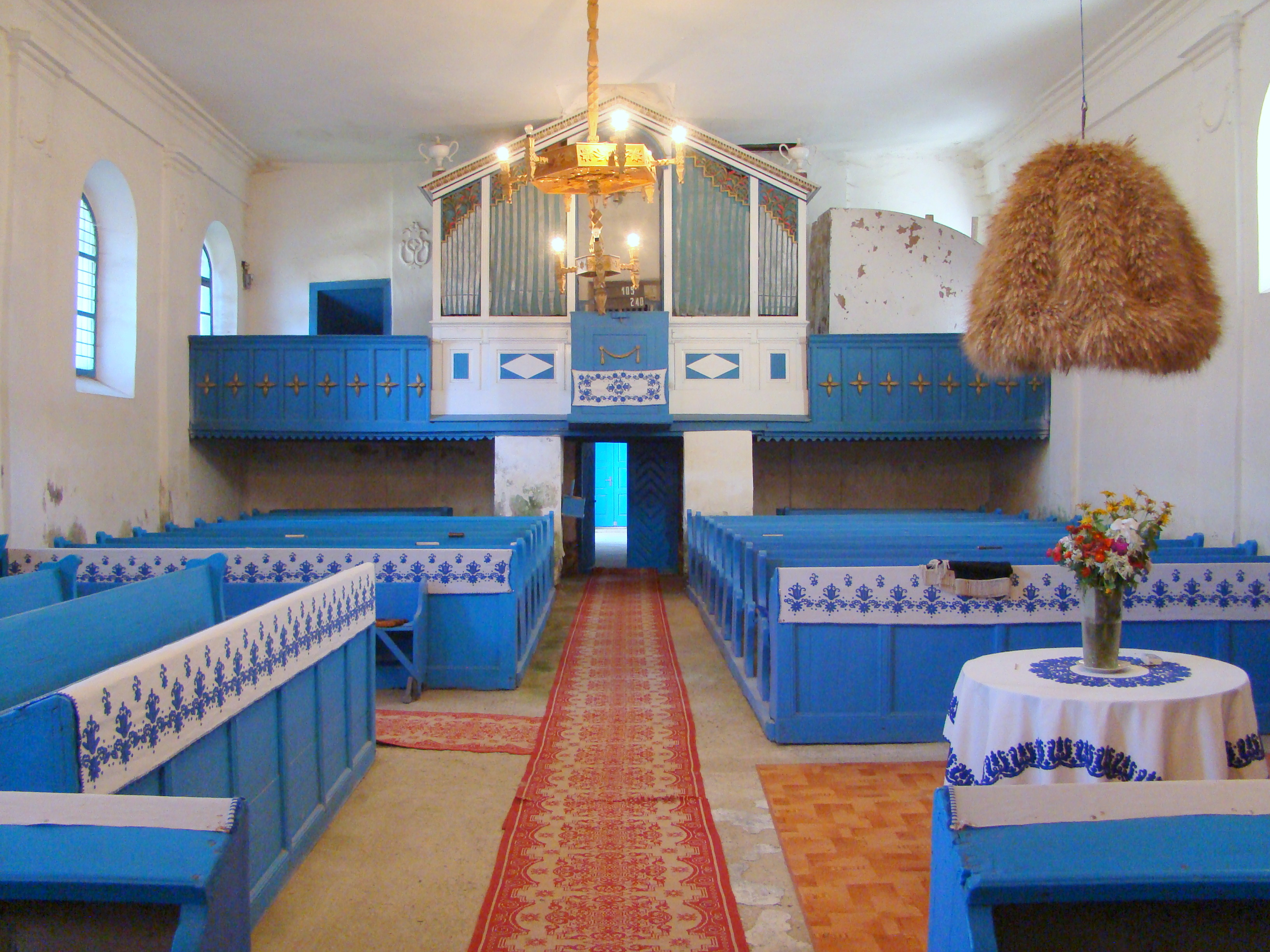
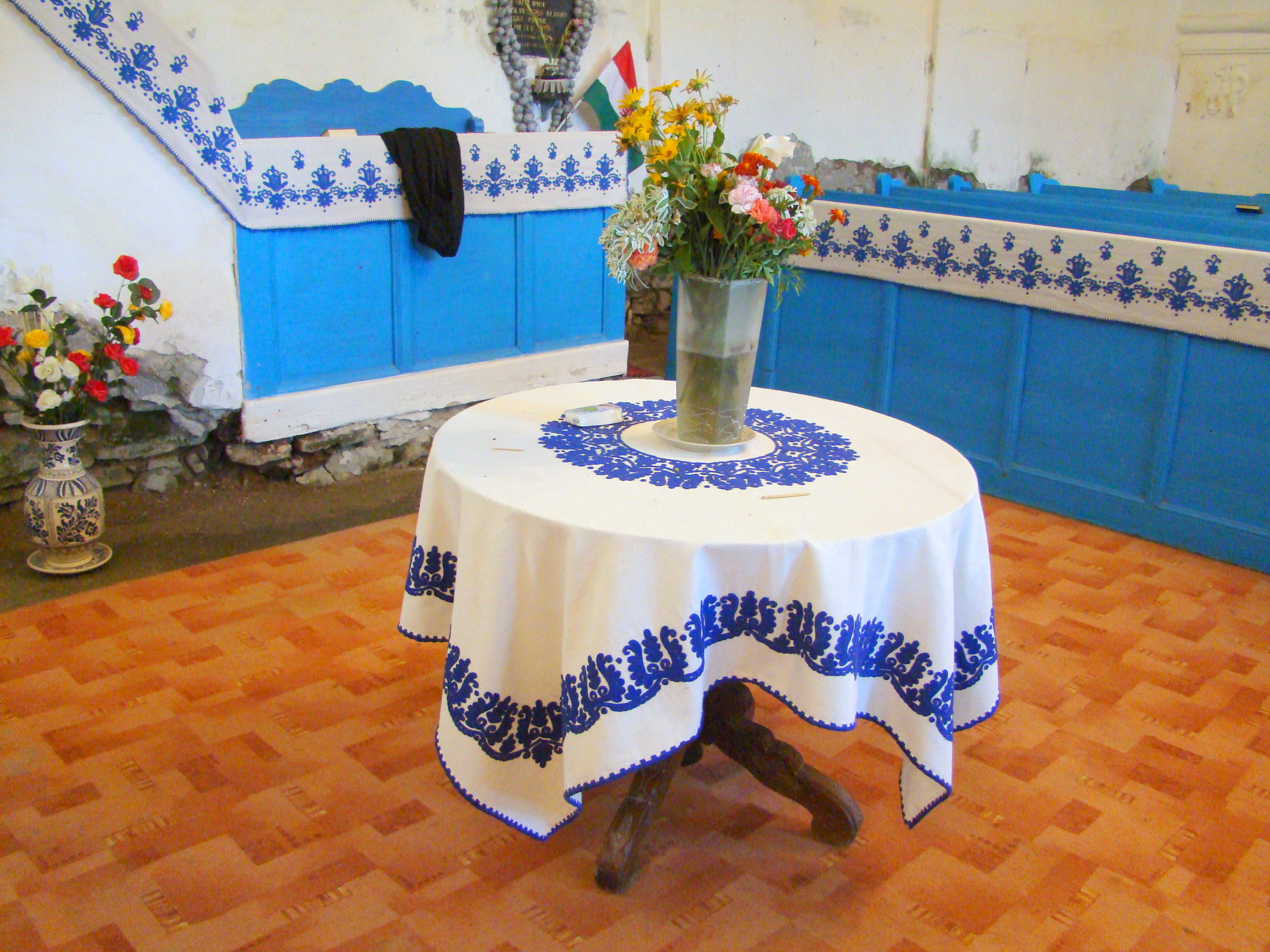
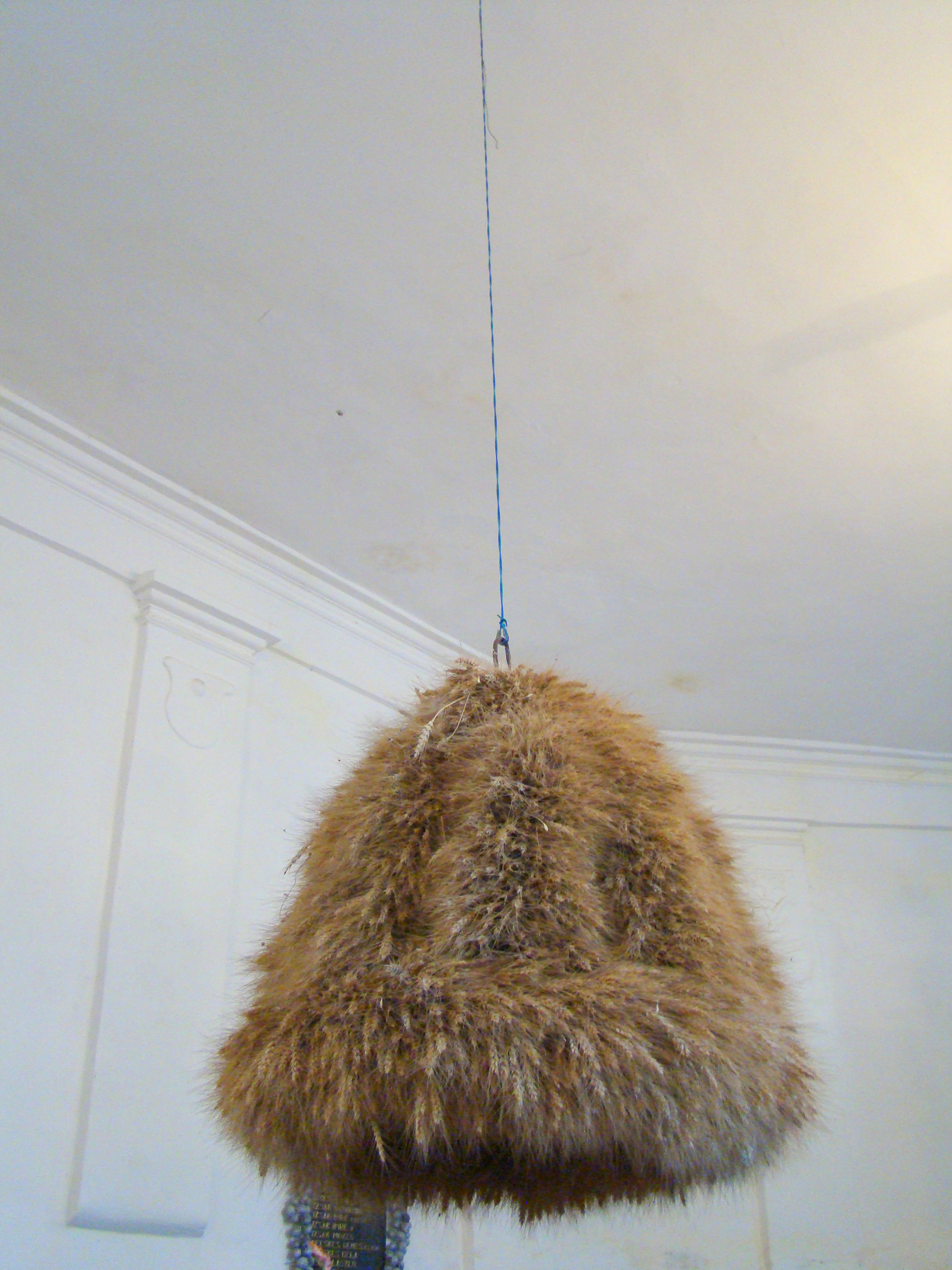
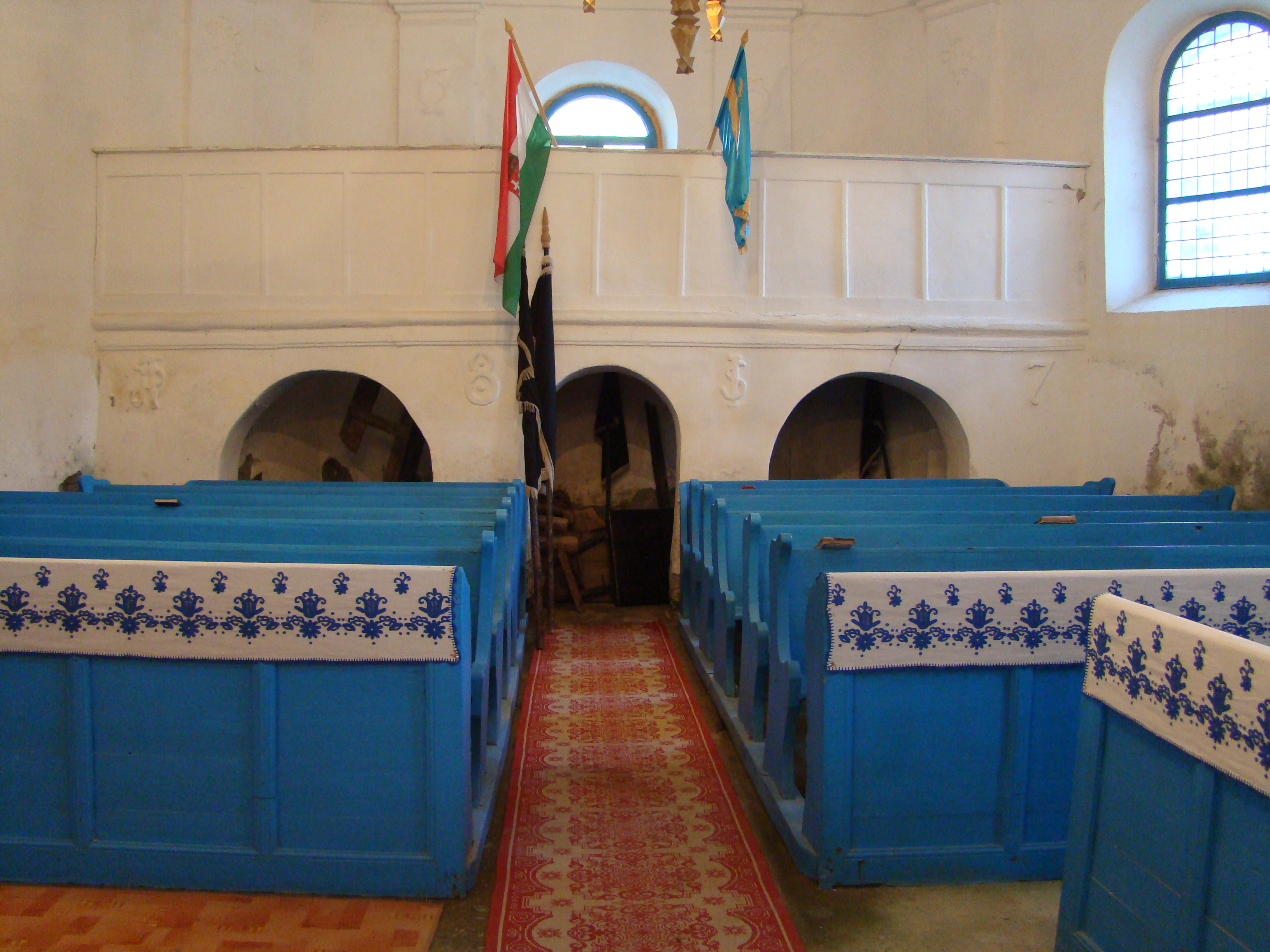
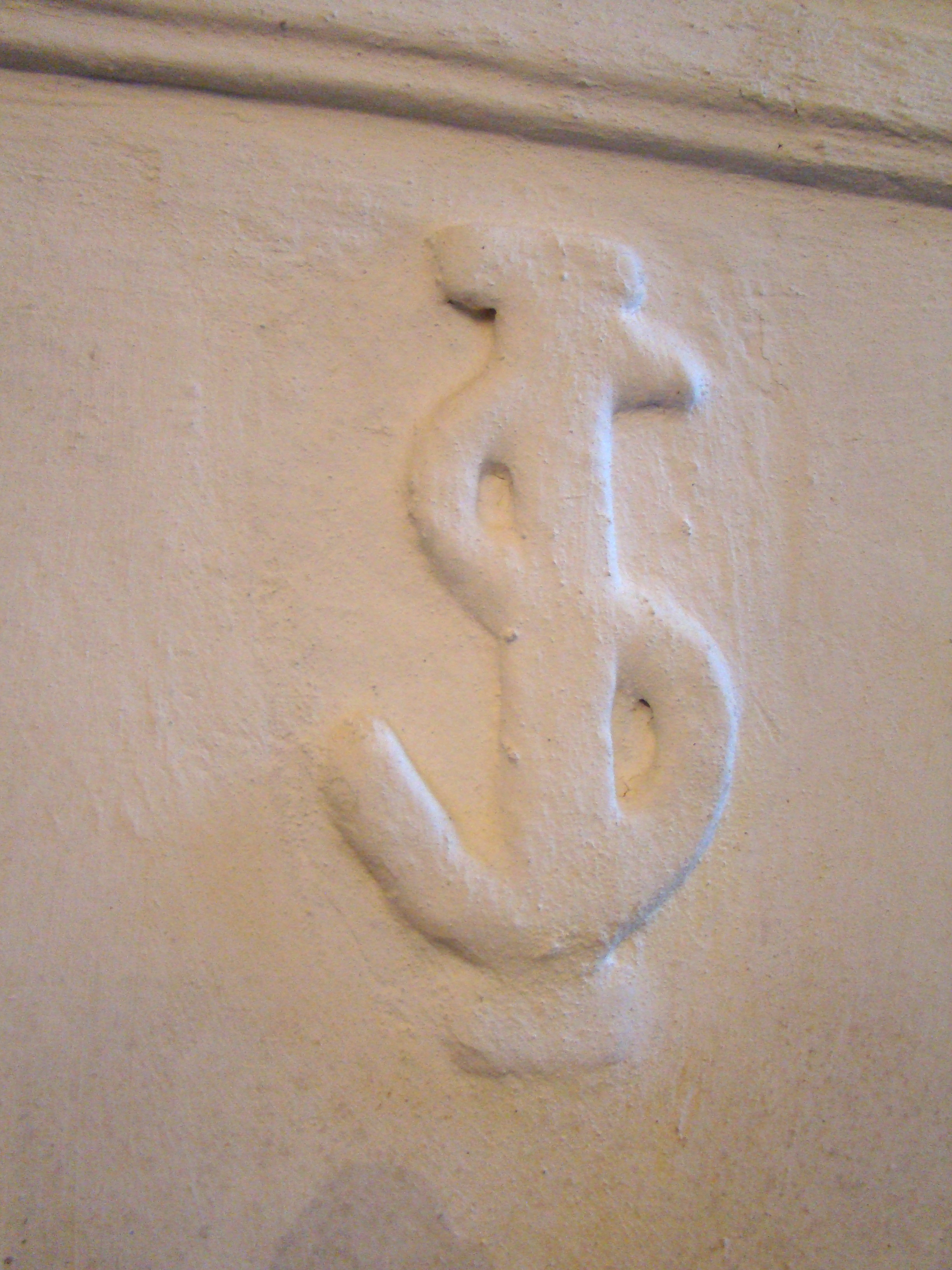
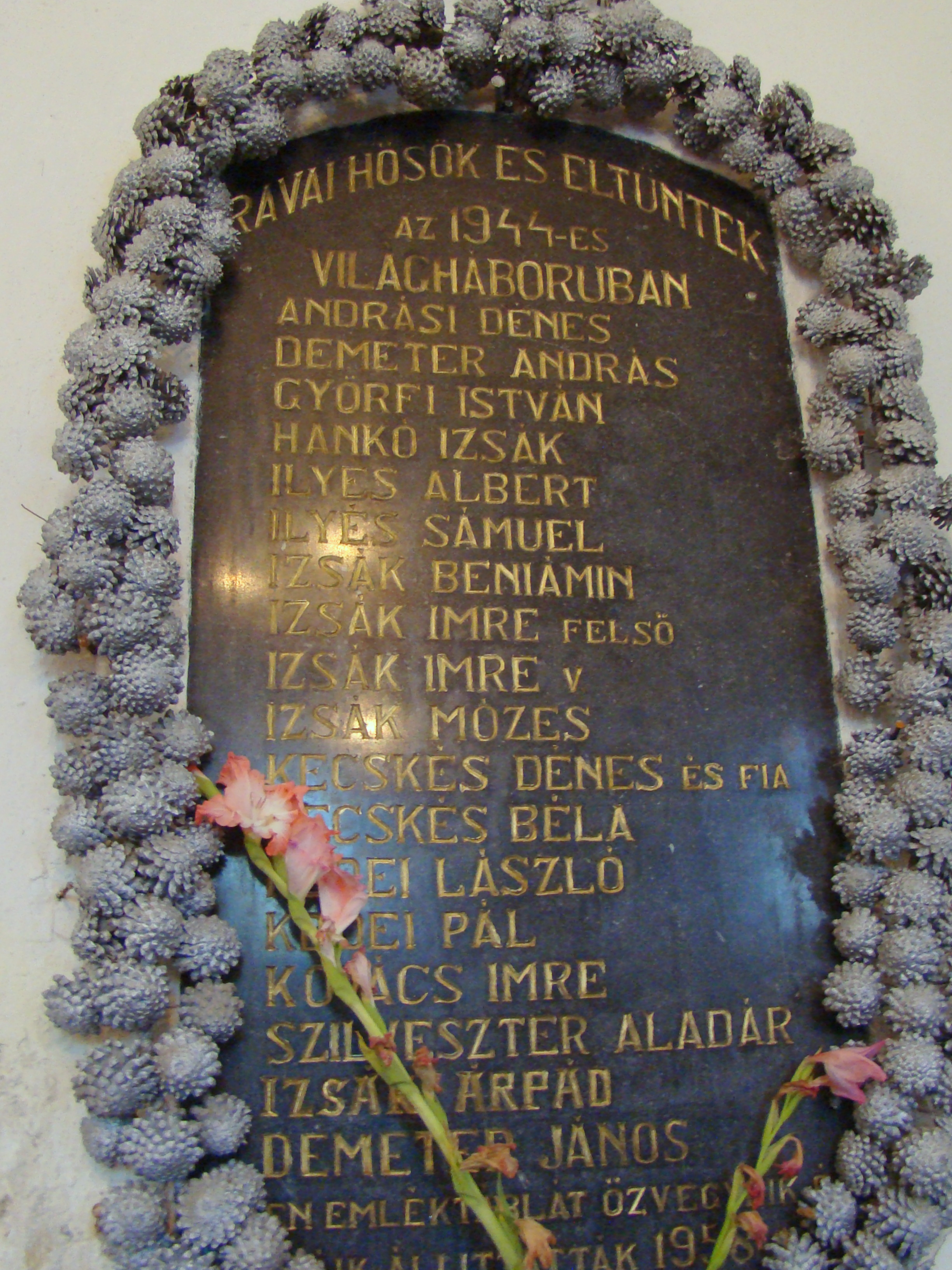
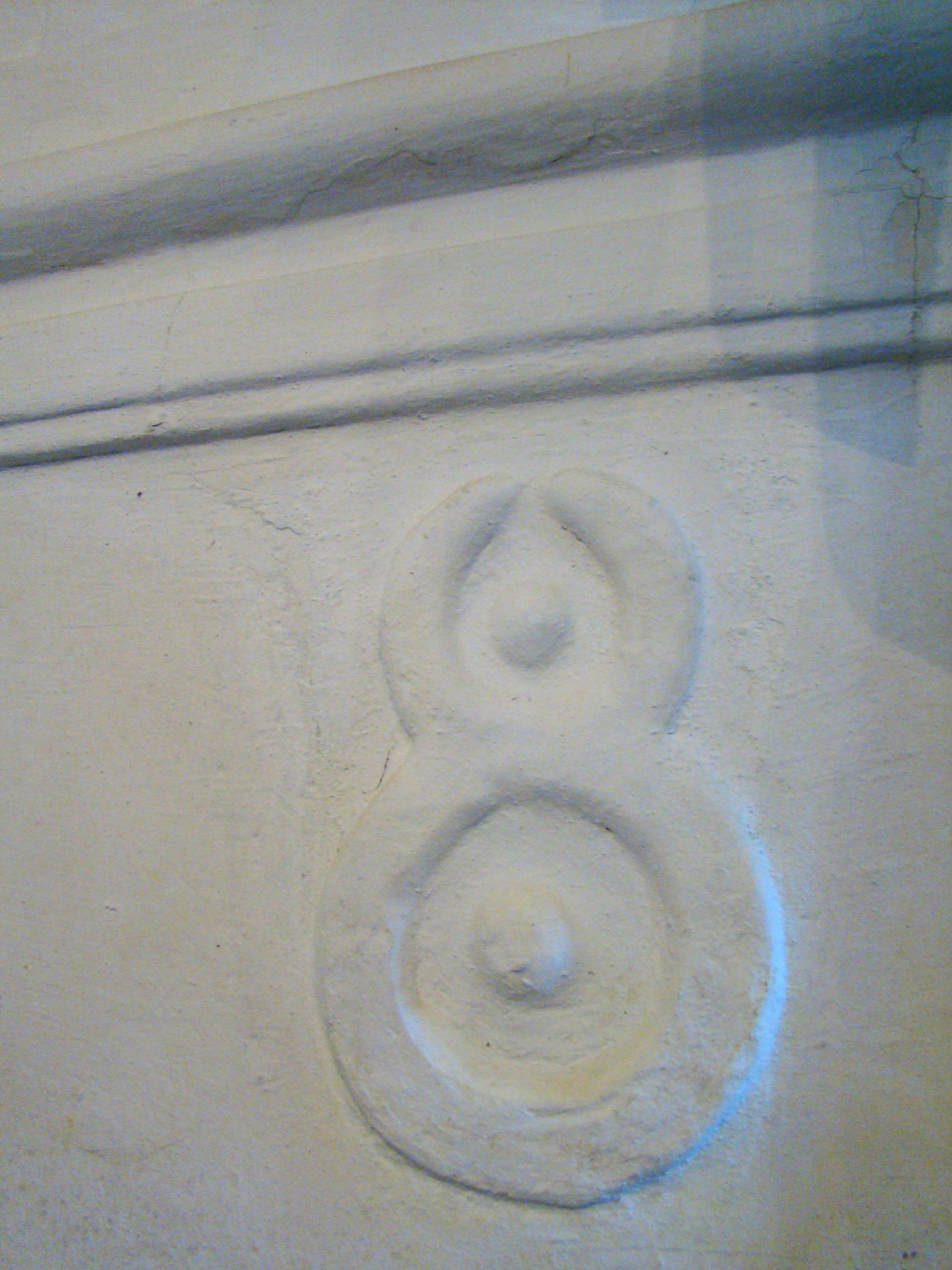
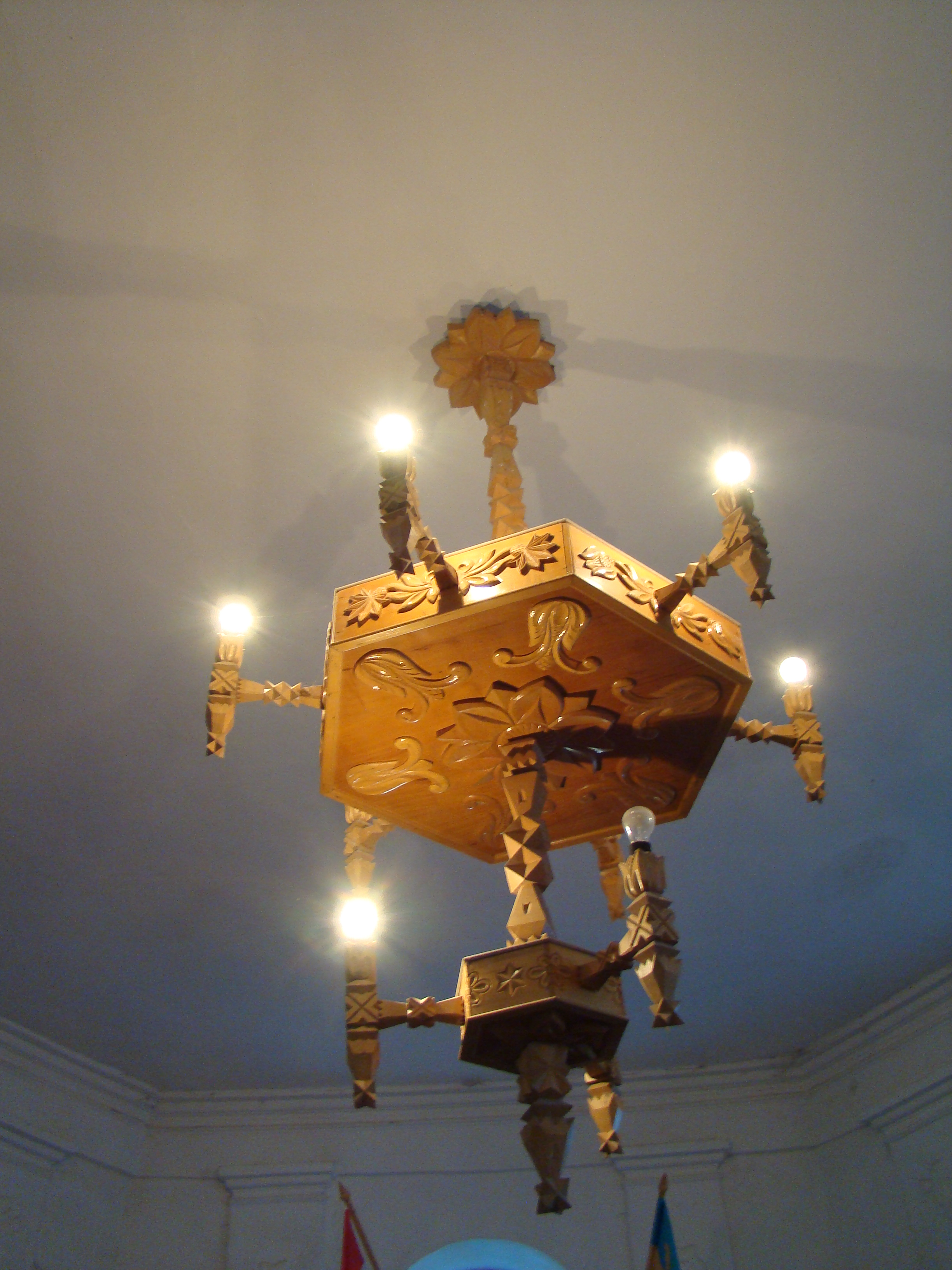
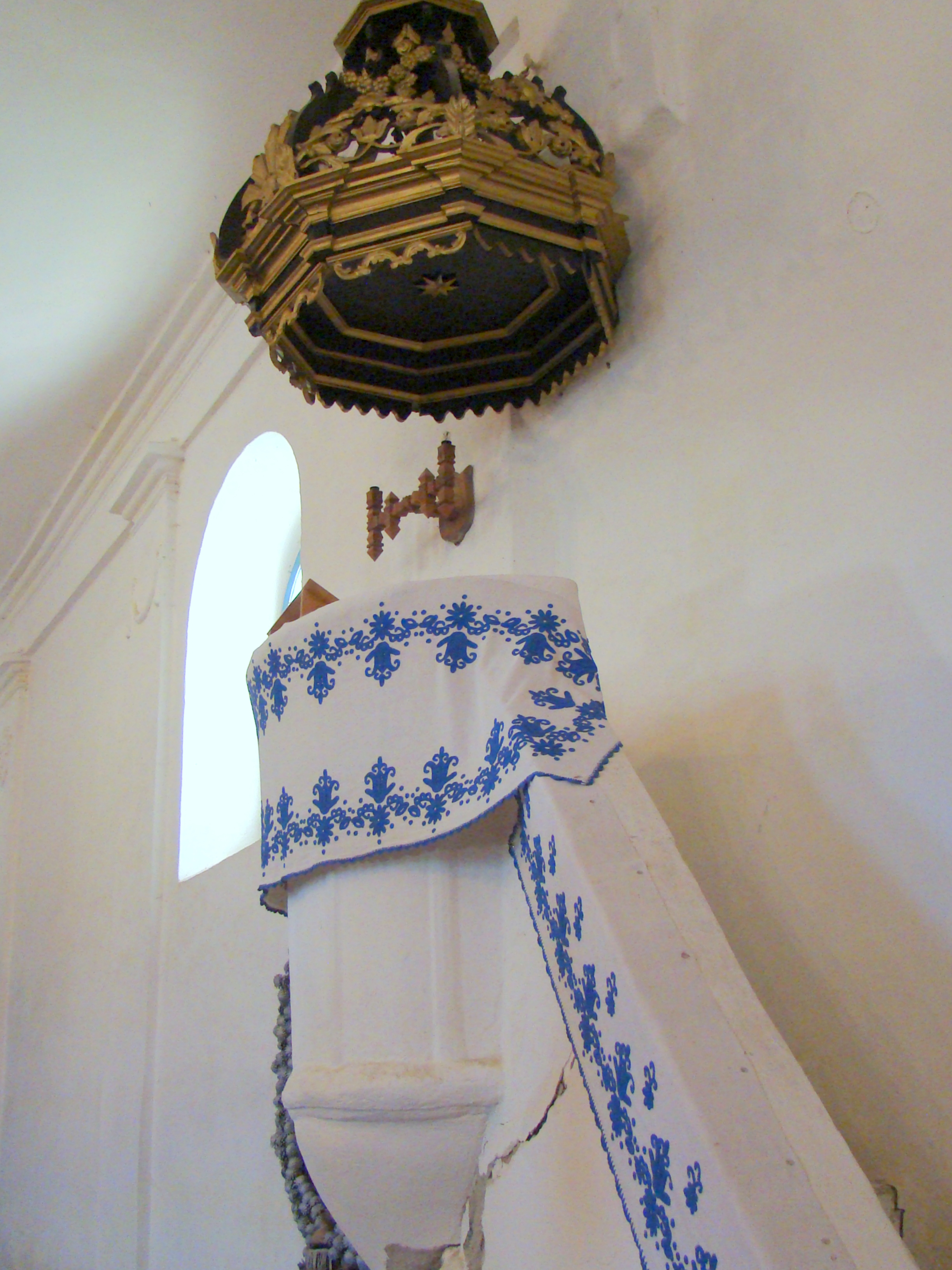
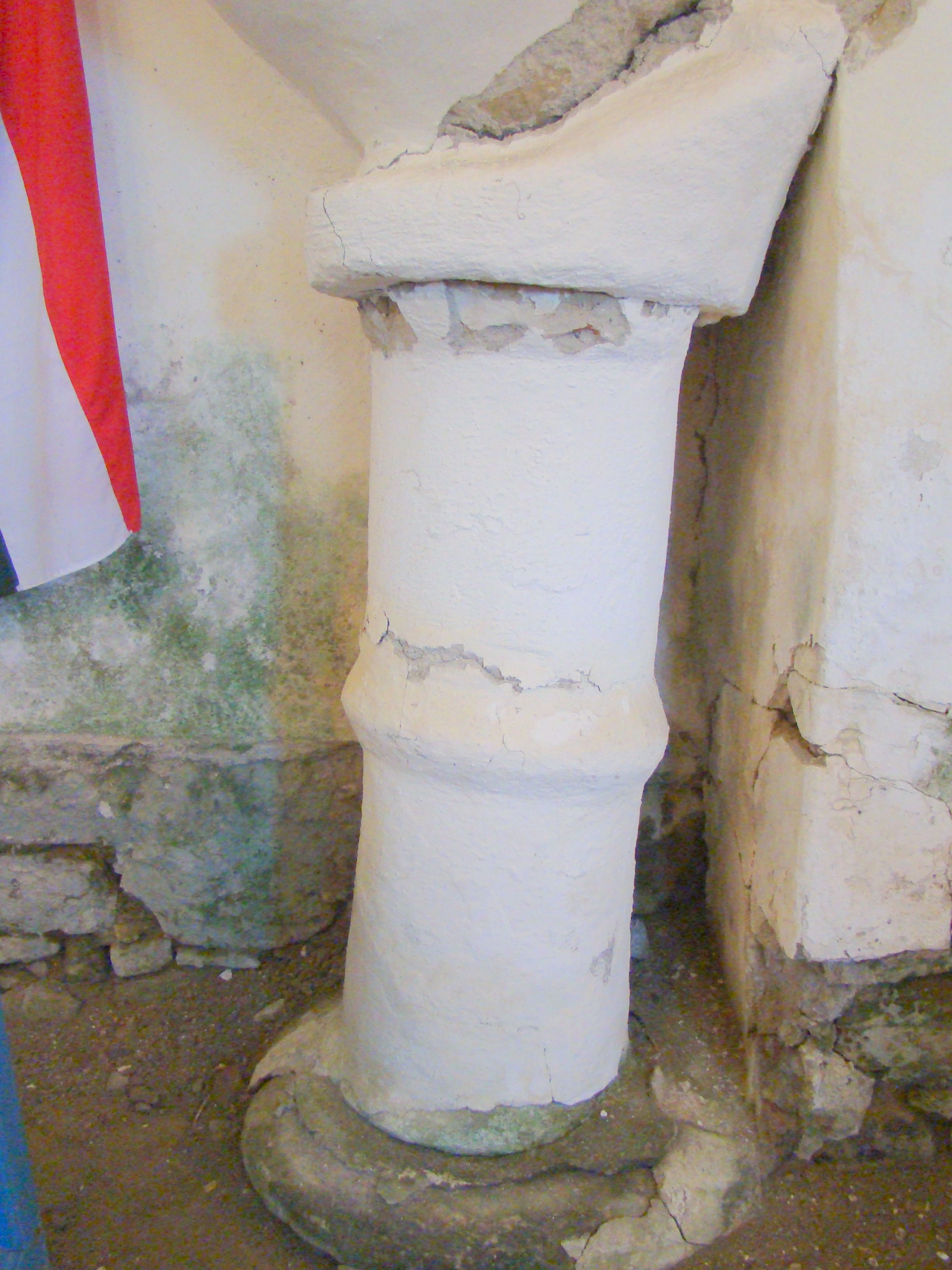
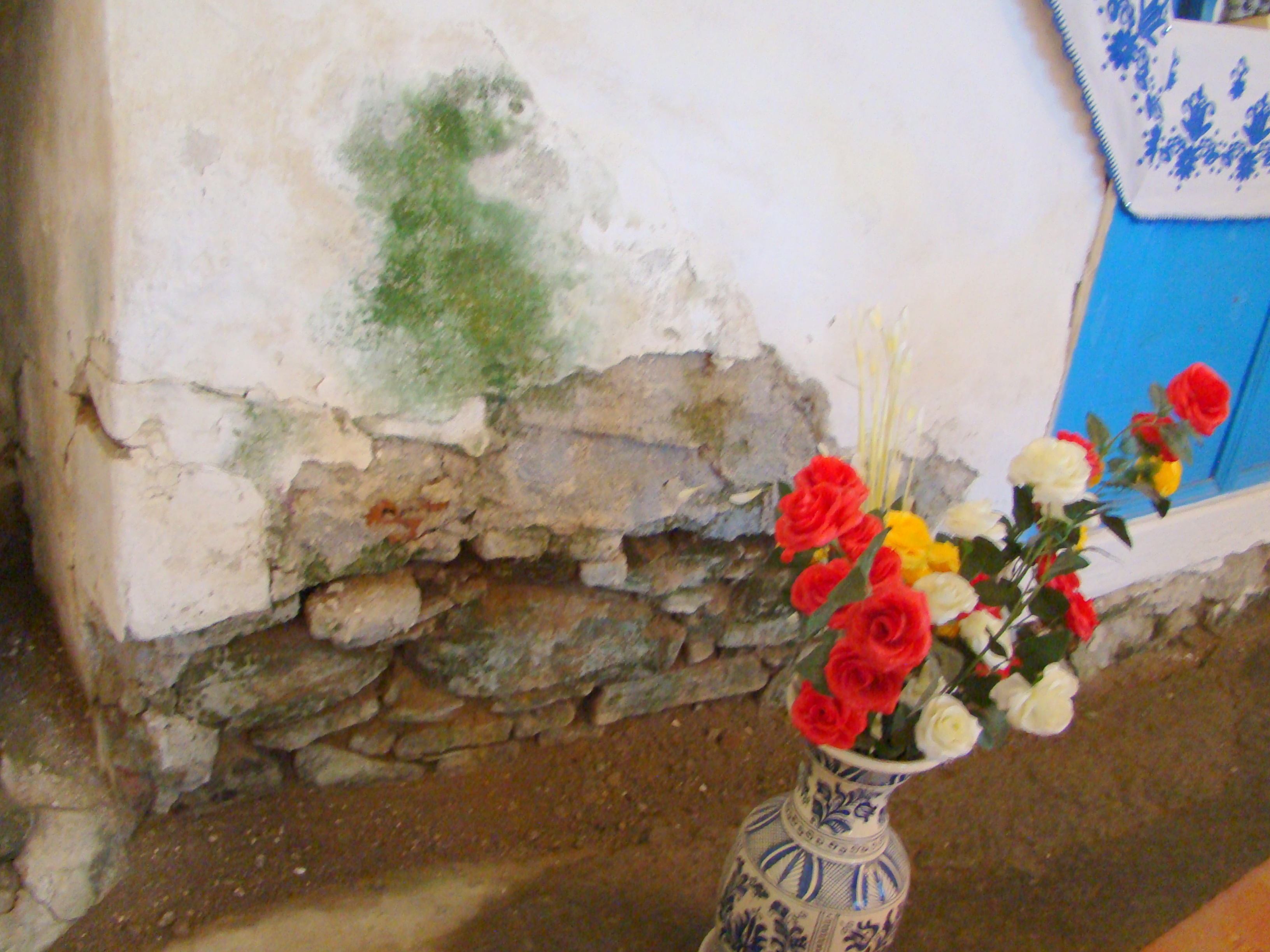
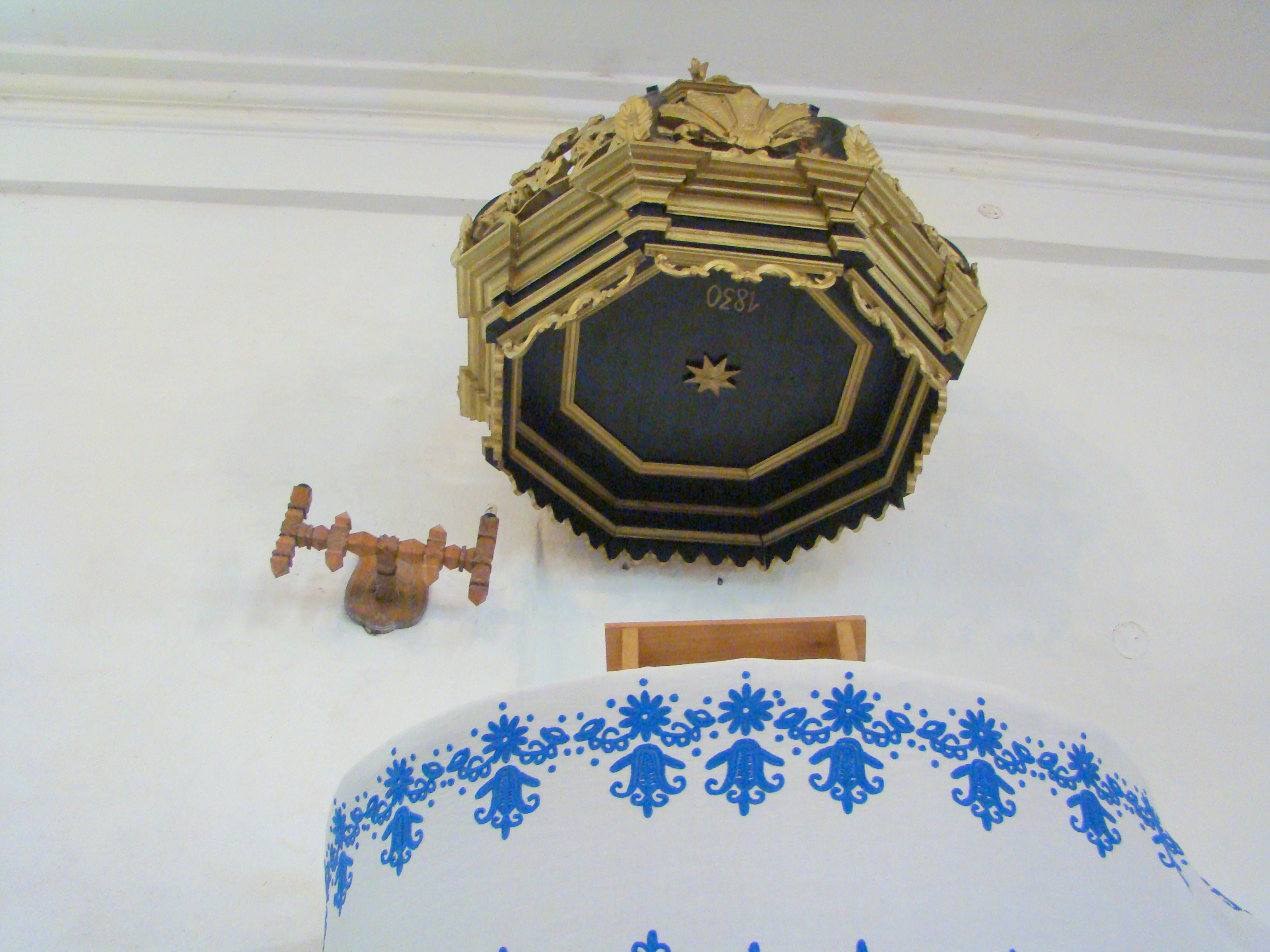
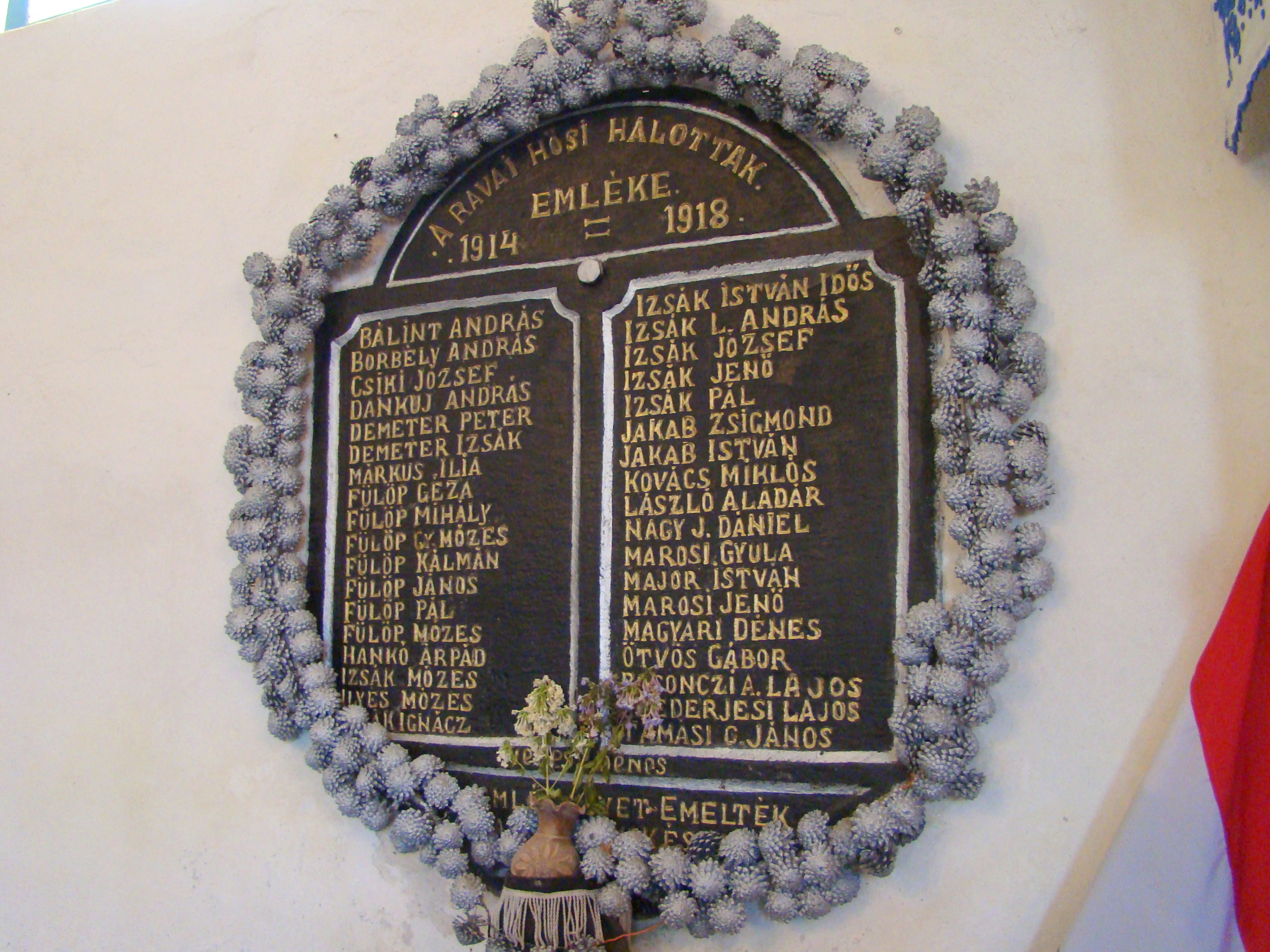
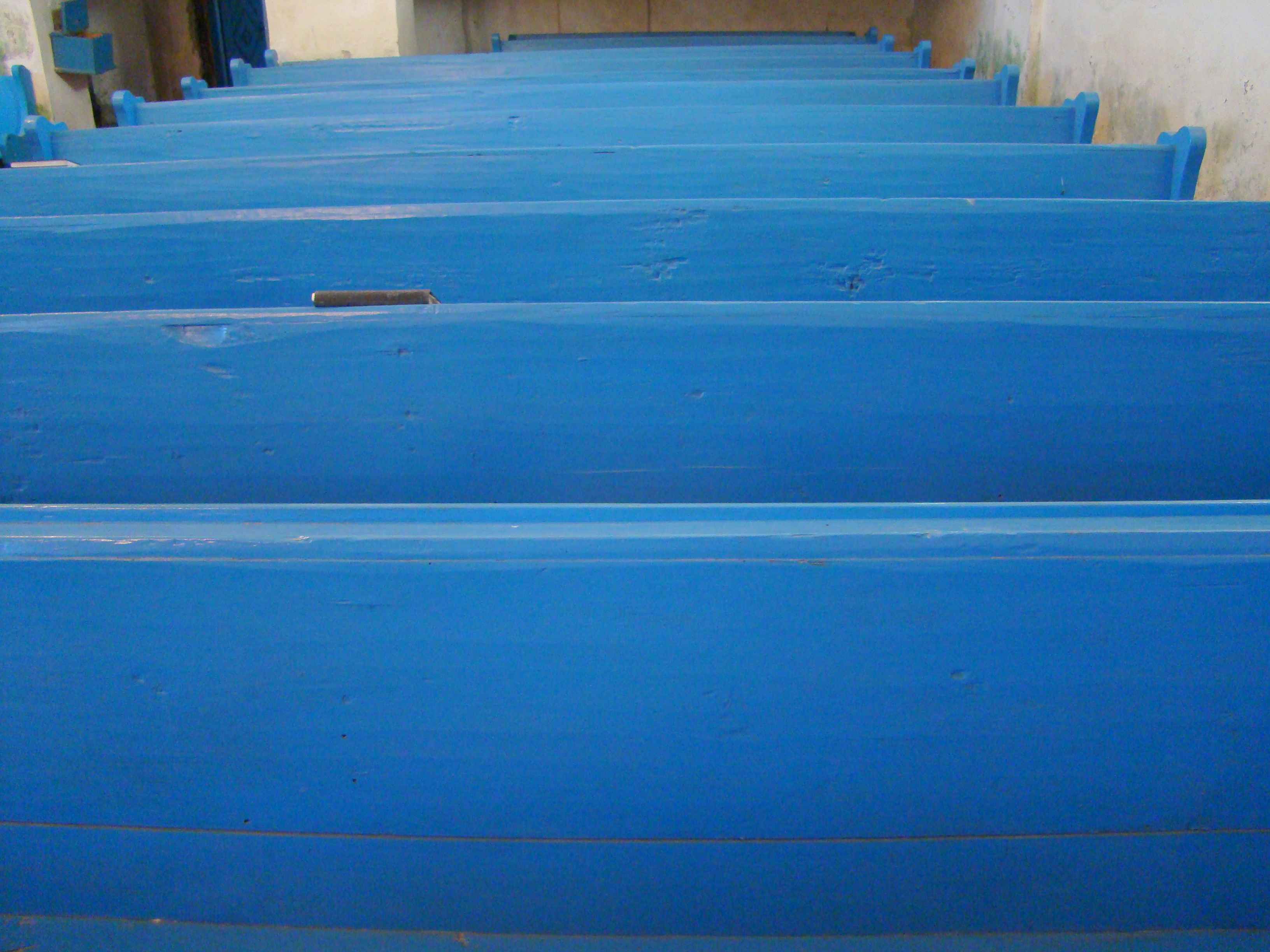
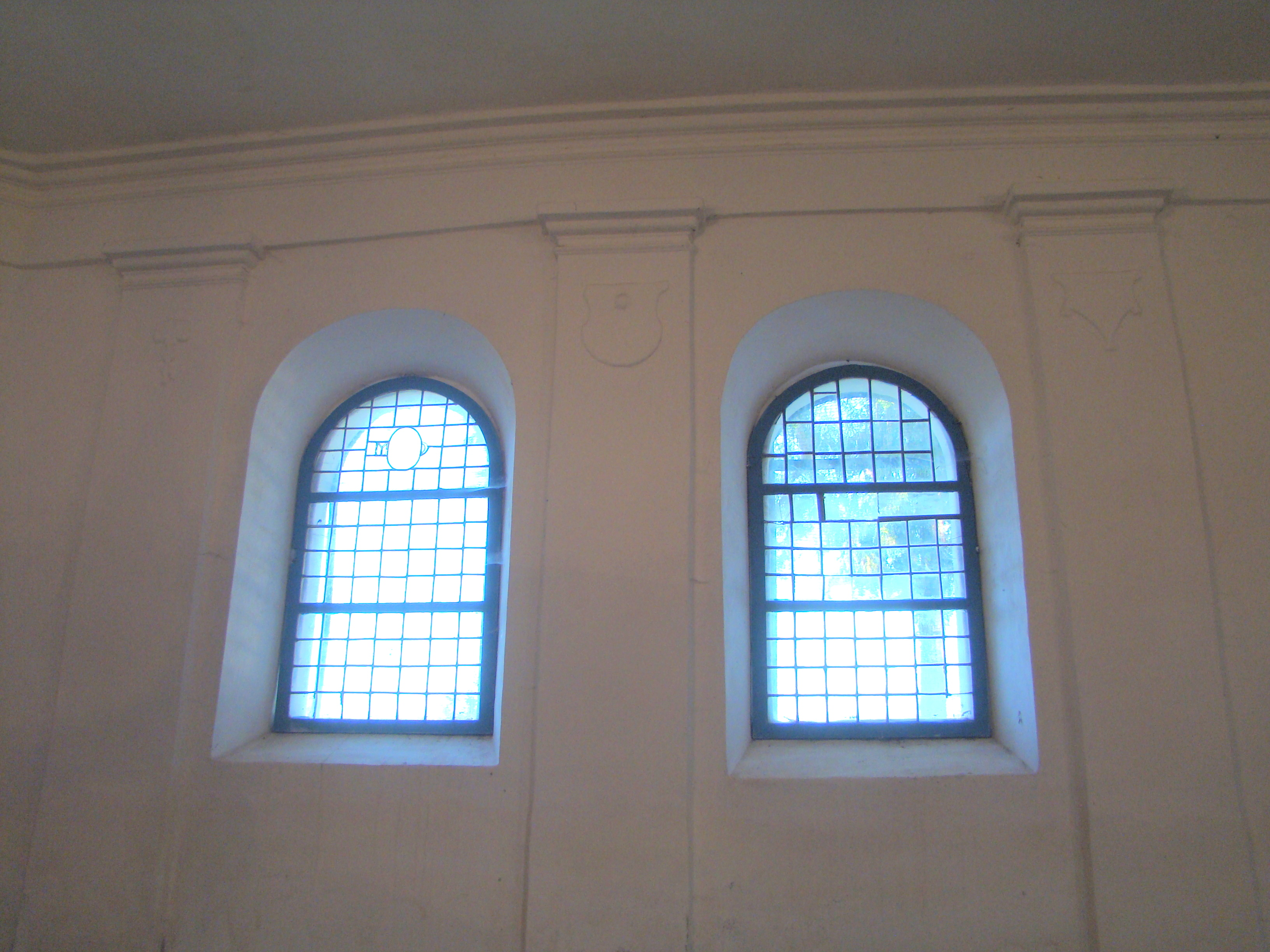
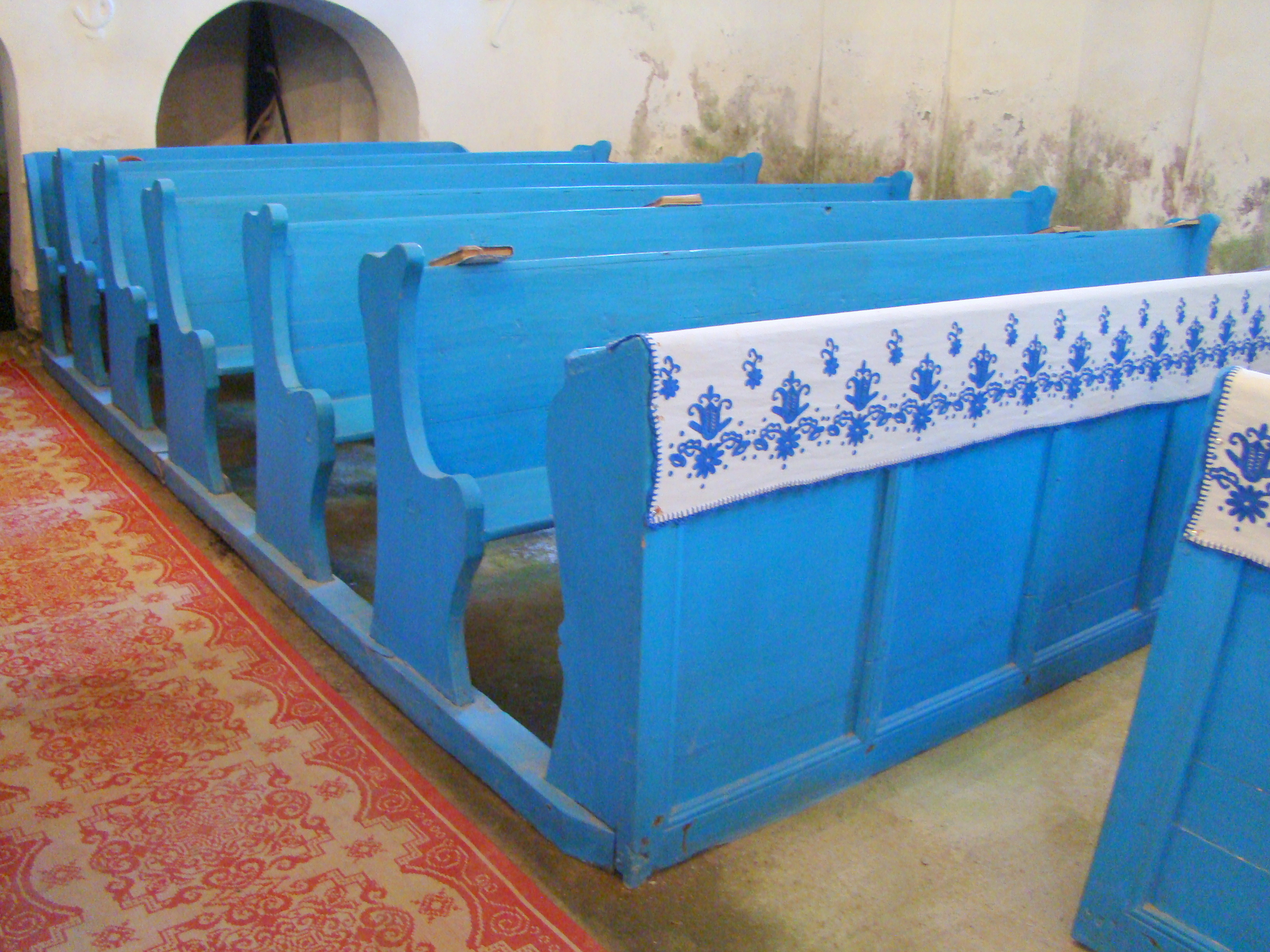
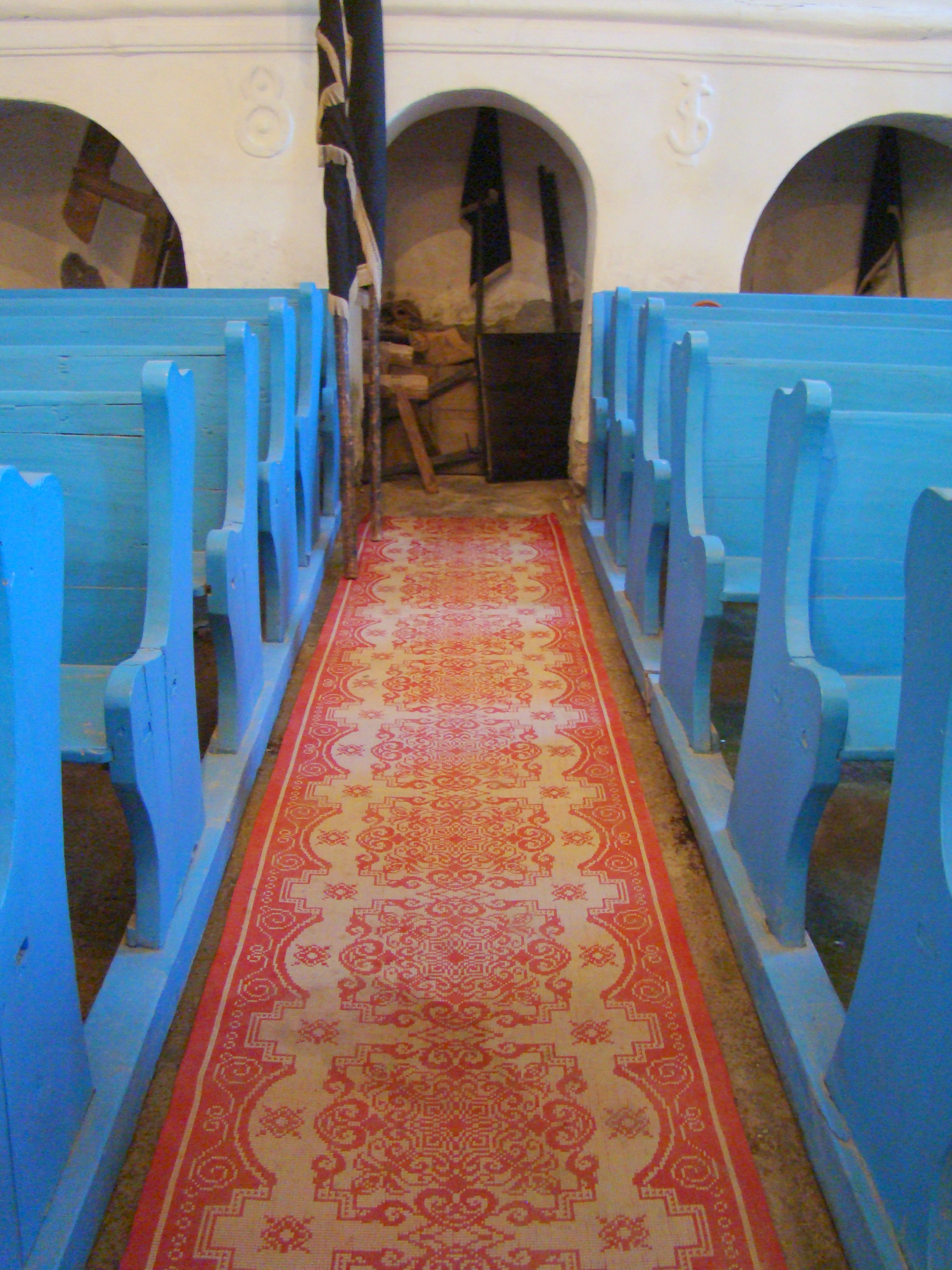
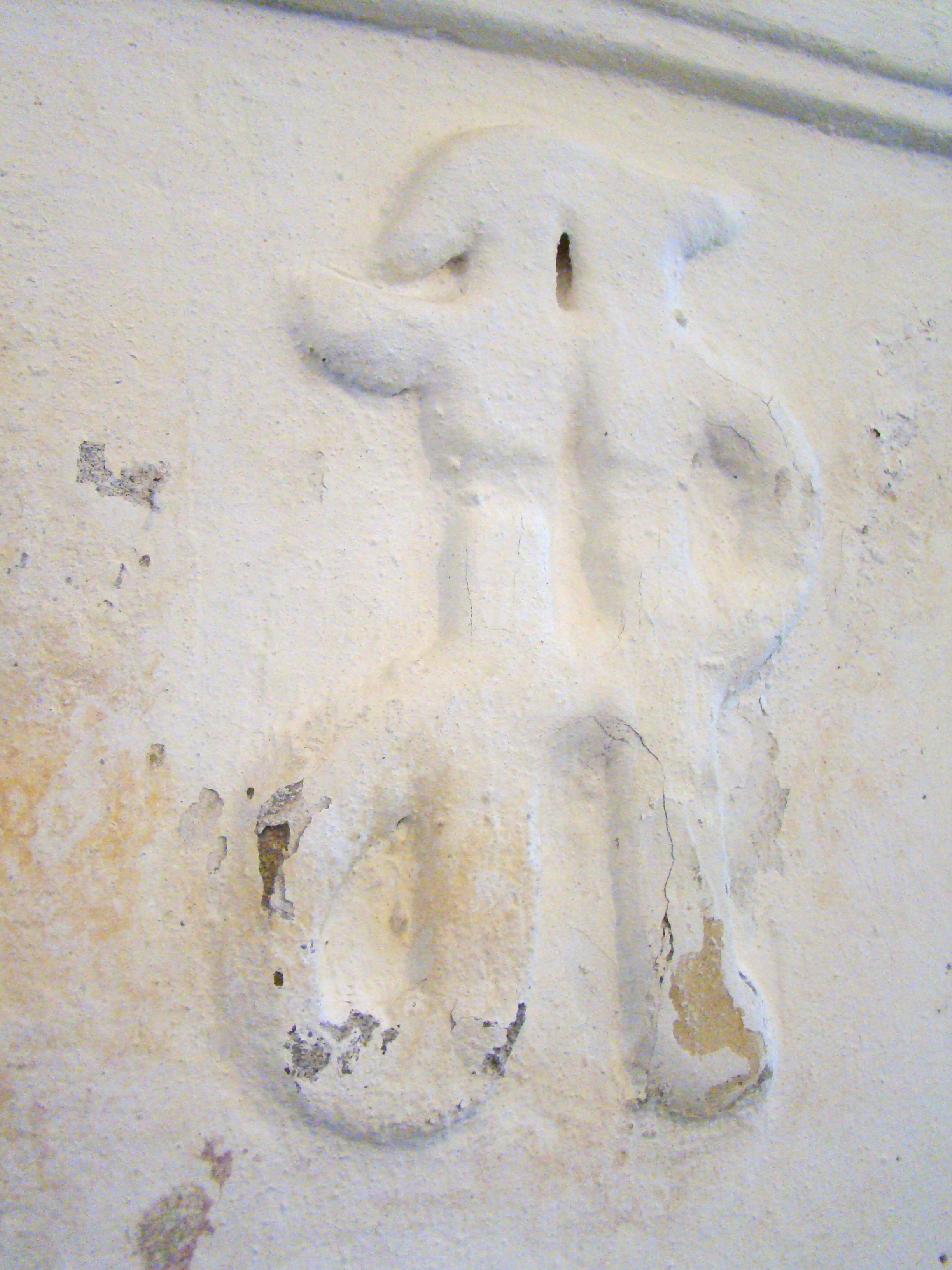
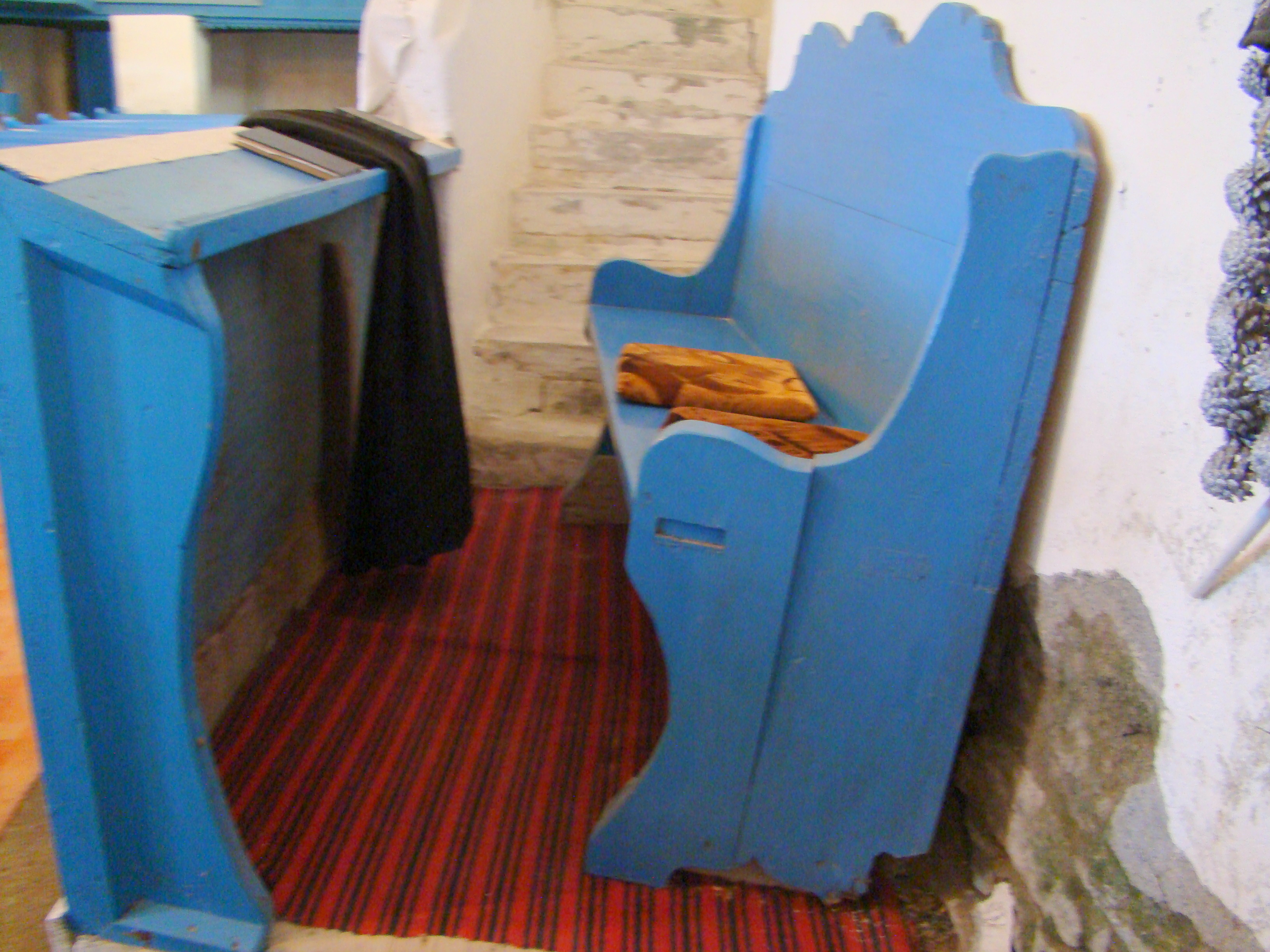
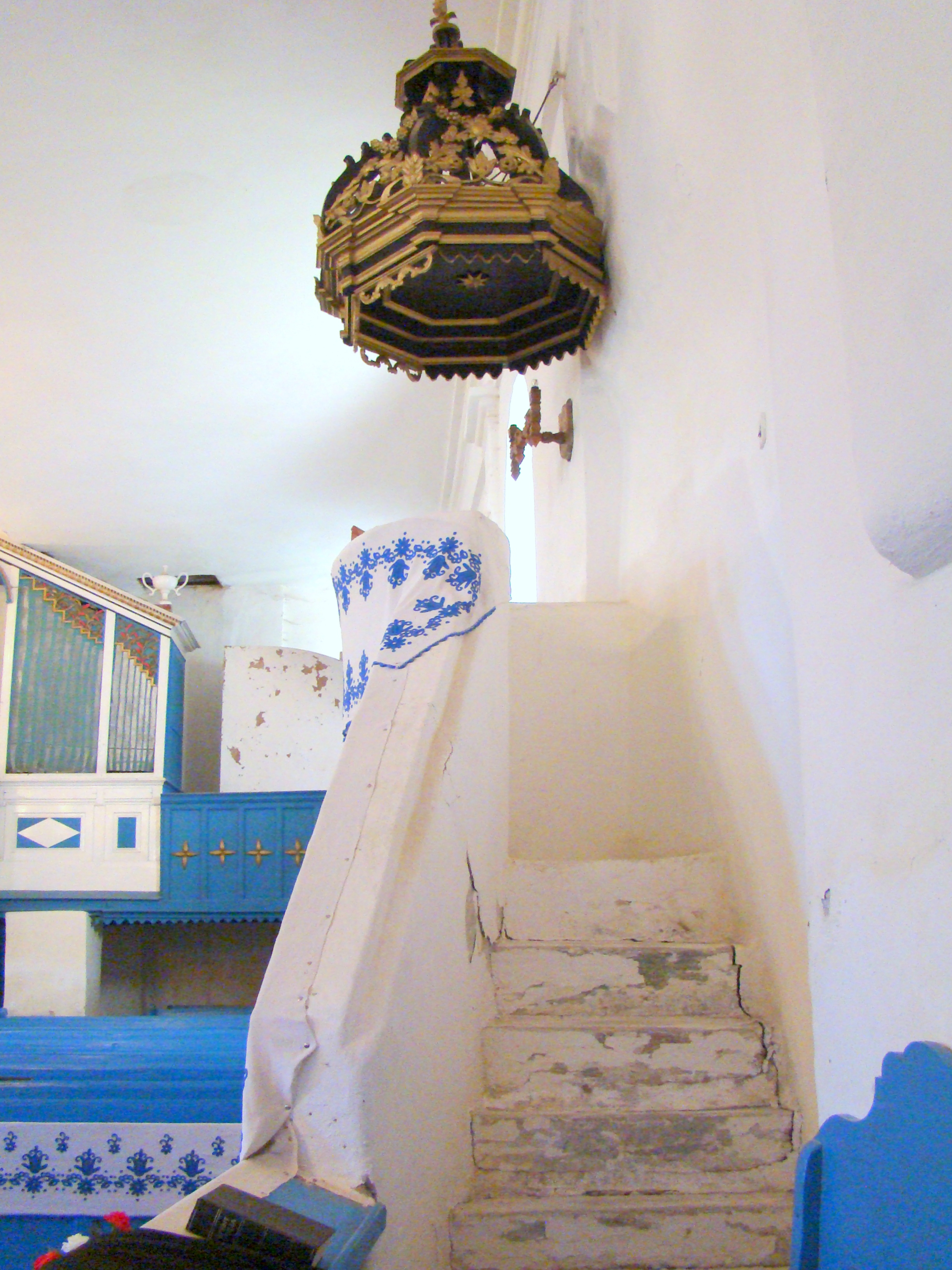
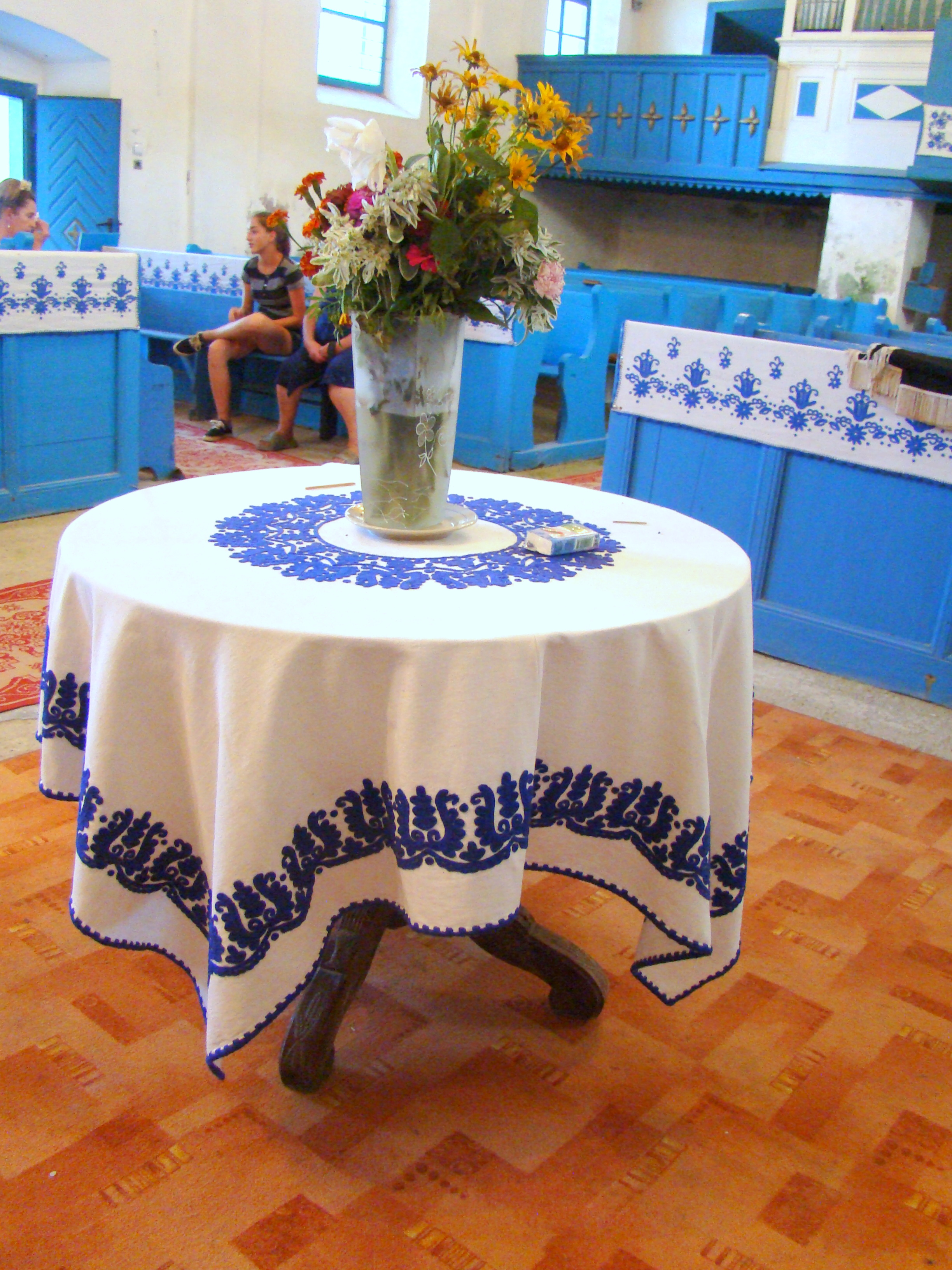
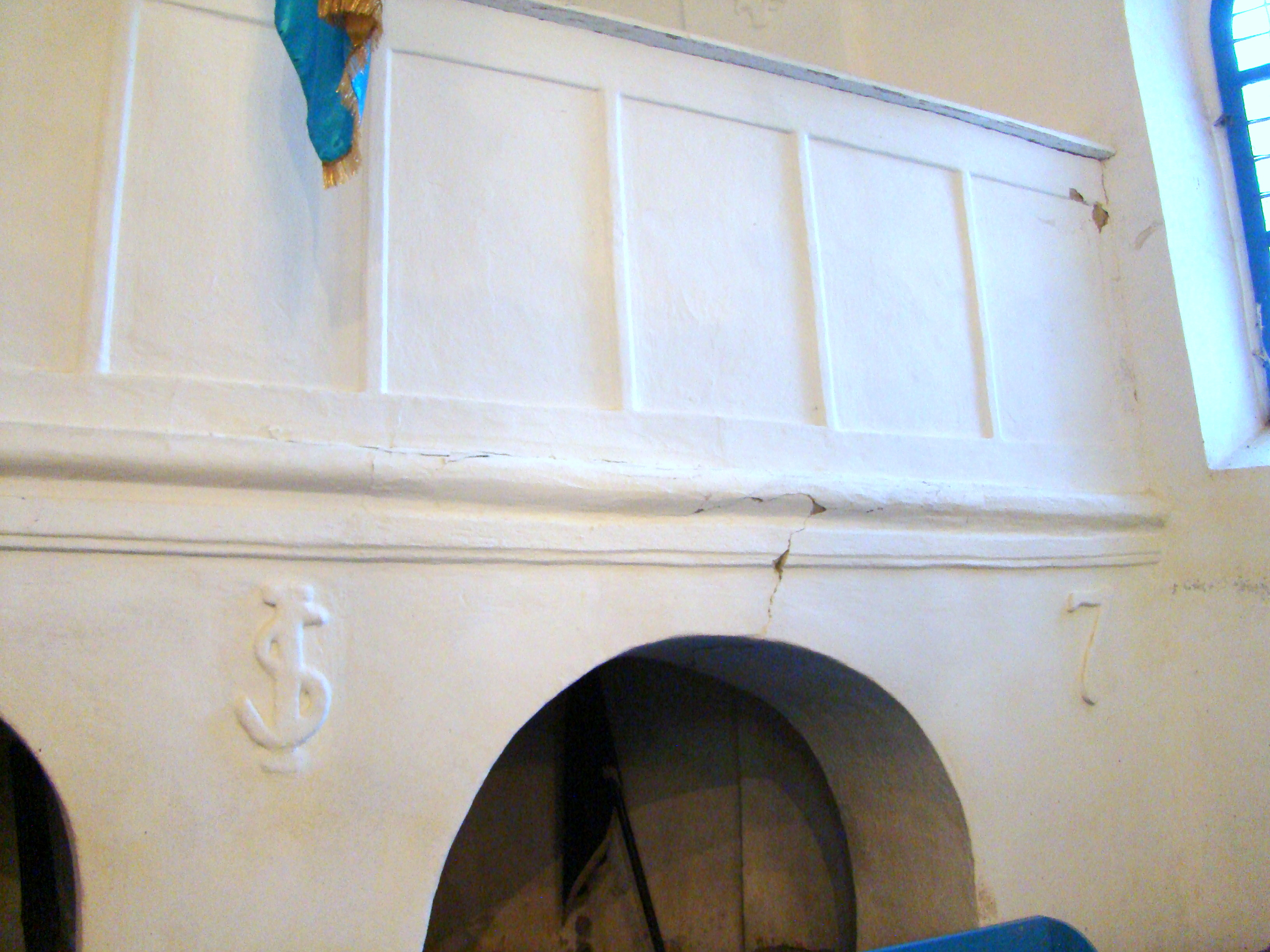
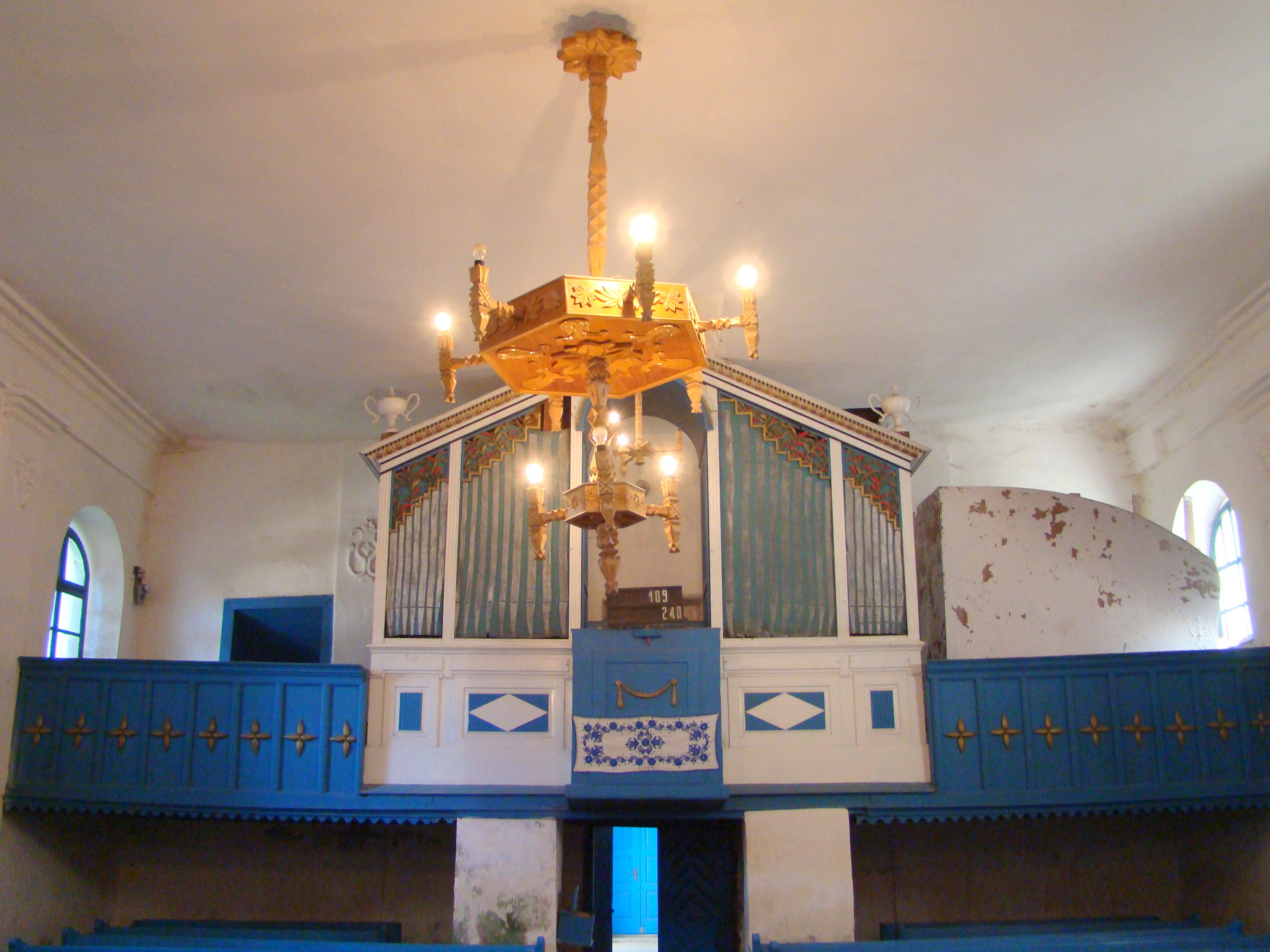
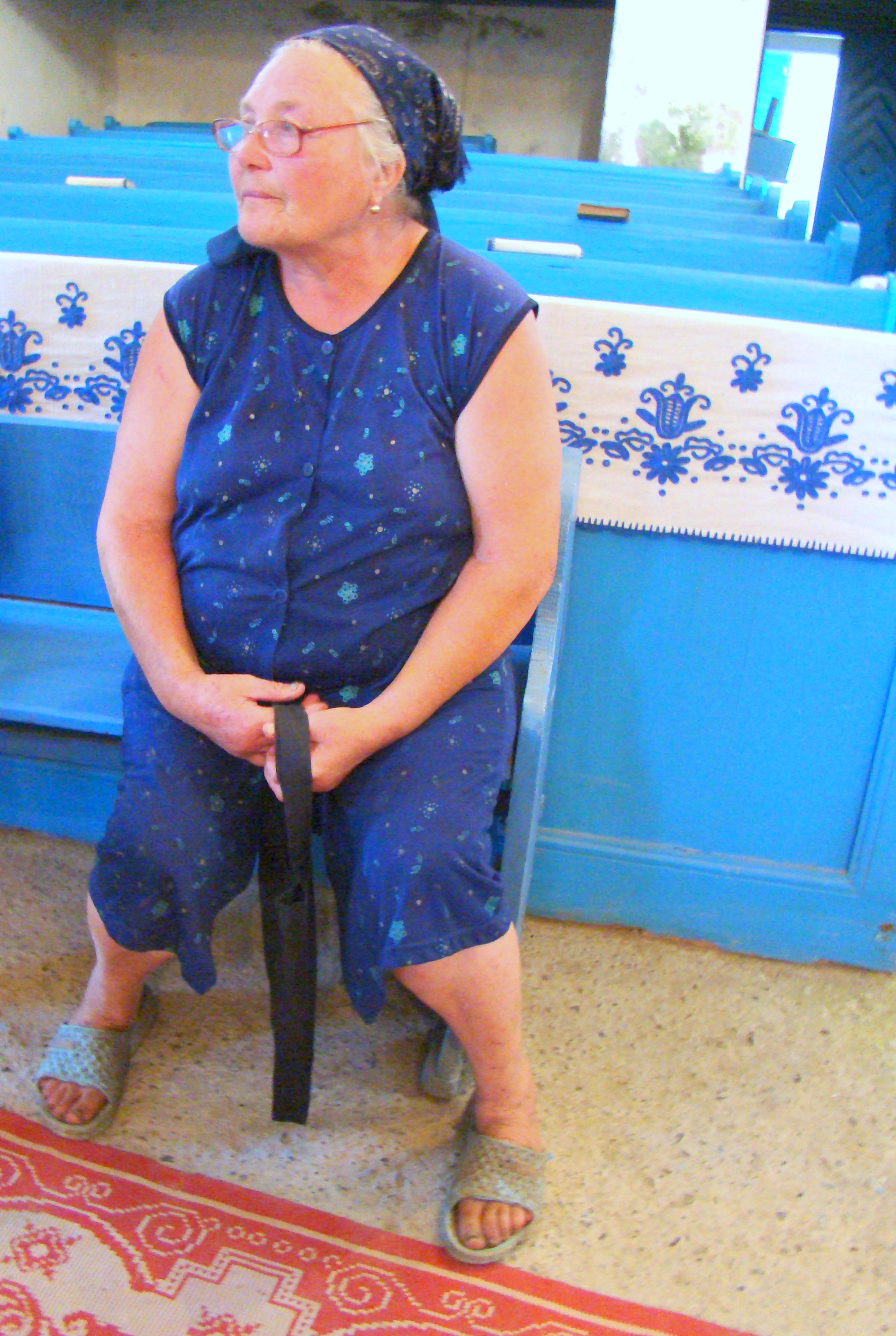
Clopotarul bisericii unitariane, sat Roua; comuna Fântânele: Jak Rabeka
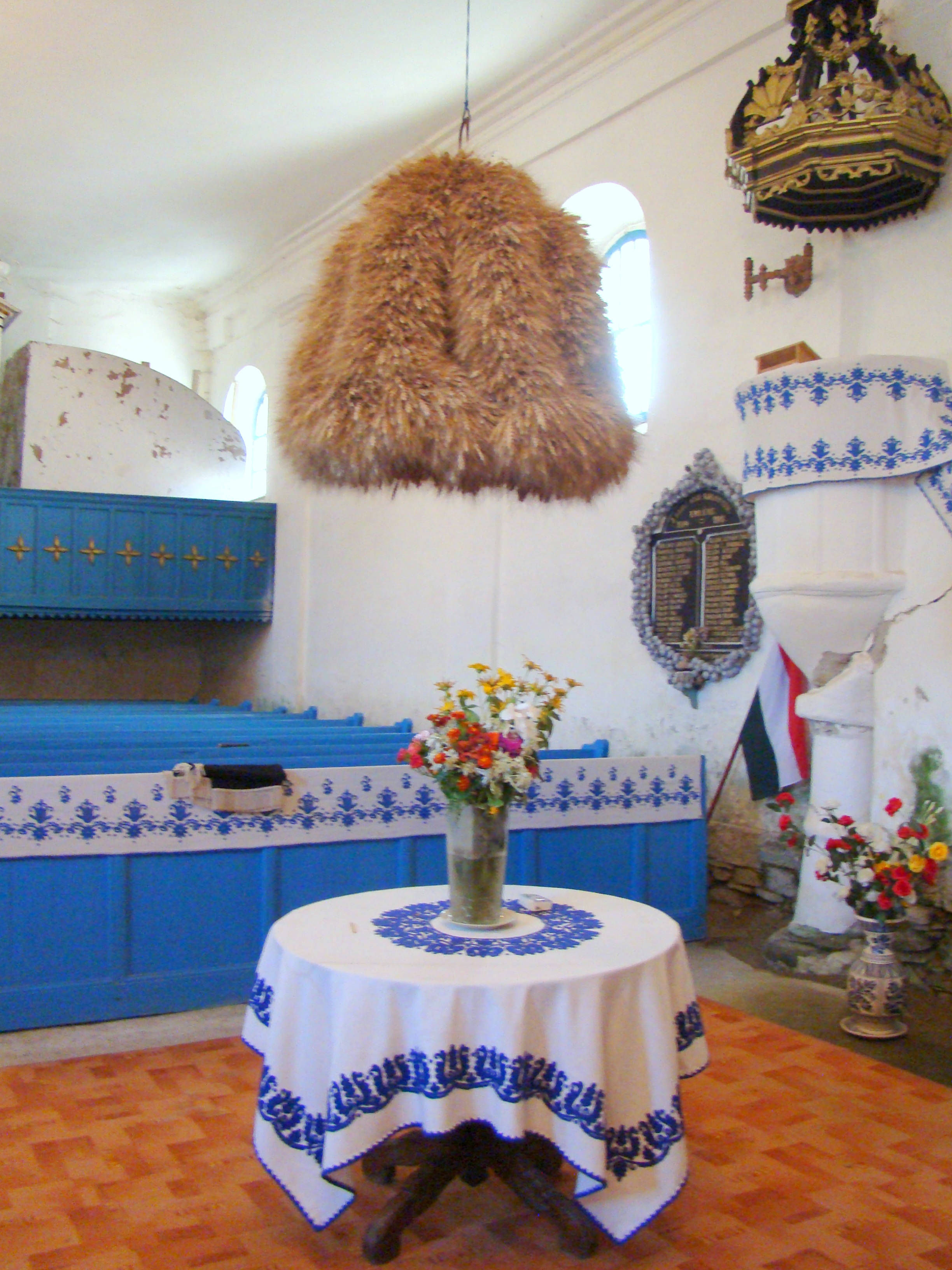
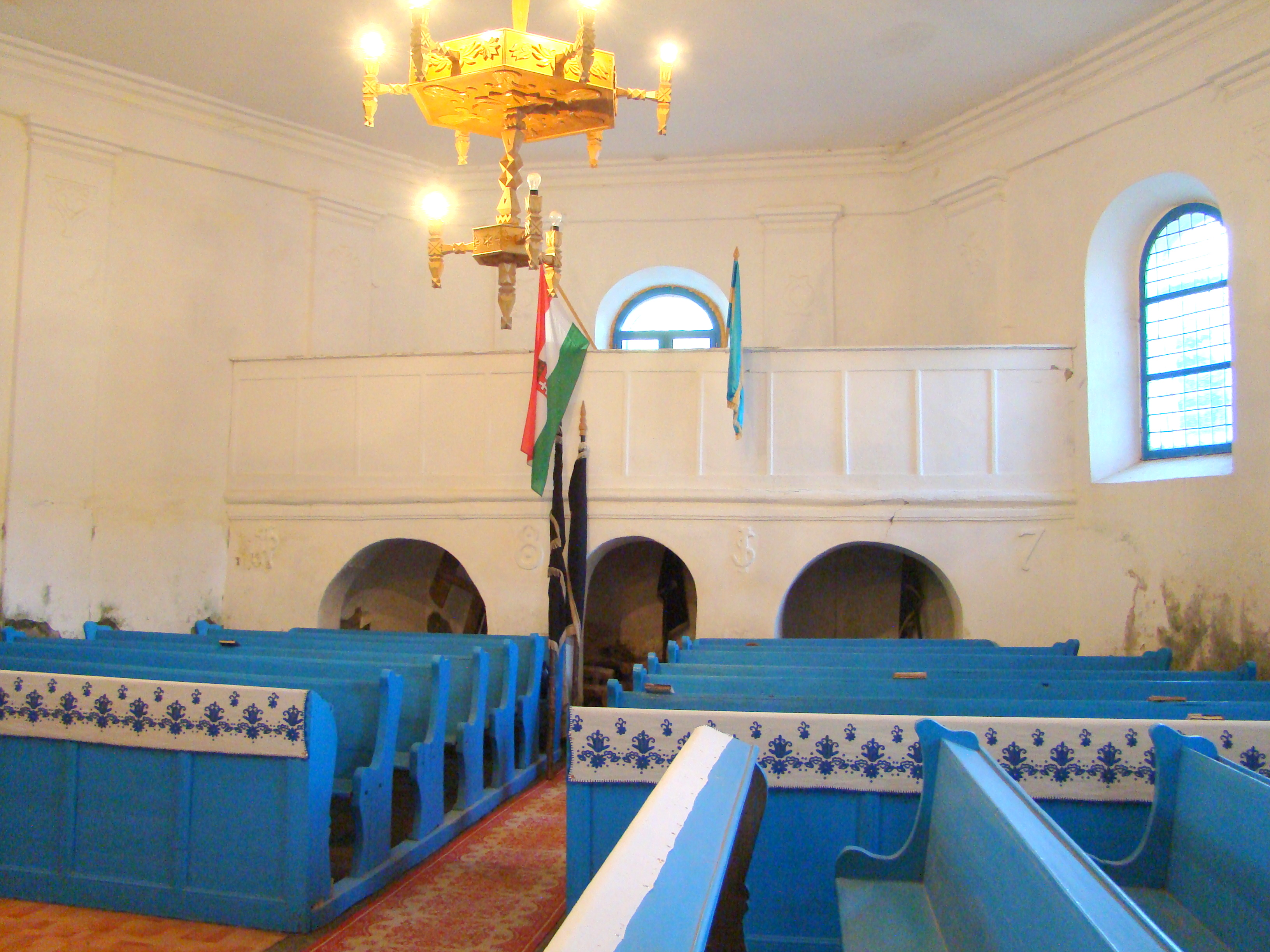